# 「燃點香港·全民覺醒」觀塘遊行
「燃點香港‧全民覺醒」大遊行，是2019年8月24日在香港觀塘區舉行的反對修訂逃犯條例遊行。遊行路線由駿業街遊樂場出發，到九龍灣的零碳天地作終點。遊行目的是要求政府回應五大訴求及關注在觀塘、九龍灣所安裝的智能燈柱，認爲智能燈柱會嚴重影響個人私隱。
是次遊行是逃犯條例修訂草案推出以來，首次有民眾於觀塘區舉辦的反對逃犯條例修訂草案遊行。為了獲發「不反對通知書」，遊行路線經大幅度改動，終點由觀塘游泳池，改為九龍灣的零碳天地。
遊行期間有示威者拉倒智能燈柱，和包圍牛頭角警署。最終遊行演變成警民衝突，而且蔓延至黃大仙及深水埗。發起人劉頴匡和其餘16名義工在遊行過後被捕。

## 背景

### 要求政府回應五大訴求
2019年，香港爆發反對逃犯條例修訂草案運動。此遊行為其中一個反對逃犯條例修訂草案的遊行，遊行市民要求政府回應五大訴求。五大訴求包括：
- 全面撤回《逃犯條例》修訂草案
- 撤回政府對6月12日警民衝突的「暴動」定性
- 撤銷所有反送中示威者控罪
- 成立獨立調查委員會，追究警隊濫權情況
- 立即實行「真雙普選」

主辦方批評，政府多次用「語言偽術」迴避五大訴求。因此要令遊行「遍地開花」，令更多市民了解《逃犯條例》並爭取政府回應訴求。

### 智慧燈柱
香港政府當時正推動「多功能智慧燈柱」試驗計劃，打算於全港安裝約400支智慧燈柱。觀塘區為首個安裝燈柱的地區，一共安裝50枝。智慧燈柱具備交通快拍、收集氣象數據、空氣質素3項功能。
但智慧燈柱引起私隱及監控問題，令市民擔心燈柱會以人臉識別的方法監控市民舉動，用作執法用途。
主辦方指，希望透過此遊行喚醒市民關注智慧燈柱背後的問題，同時「保護香港僅存的自由民主」。主辦方同時批評政府安裝燈柱前未經諮詢。

## 遊行路線
8月15日，主辦方的新聞稿指，初步計劃於8月24日下午1時在駿業街公園遊樂場起步，並於終點觀塘泳池外的空地解散。
8月19日，集會申請人劉穎匡與警方開會，指警方對路線不停提出質疑，例如路線會妨礙多條巴士路線行駛等，認為警方是有意留難主辦方。但是主辦方為了得到警方批出不反對通知書，會盡量配合警方的要求。
8月22日，劉穎匡見記者，指遊行已獲警方發出不反對通知書。通知書中的遊行時限至當日晚上7時，預料4000人參與，但終點則由觀塘泳池改為零碳天地。劉穎匡指更改終點之舉是為了「舉行合法、安全遊行而『向強權低頭』」，更批評警方有「政治判斷」。他續指，不少網民希望於人流較多的觀塘道舉辦遊行，而並非現時路線。劉穎匡形容路線「未必是最理想」，又無法阻止市民偏離路線。

## 遊行過程

### 遊行開始前

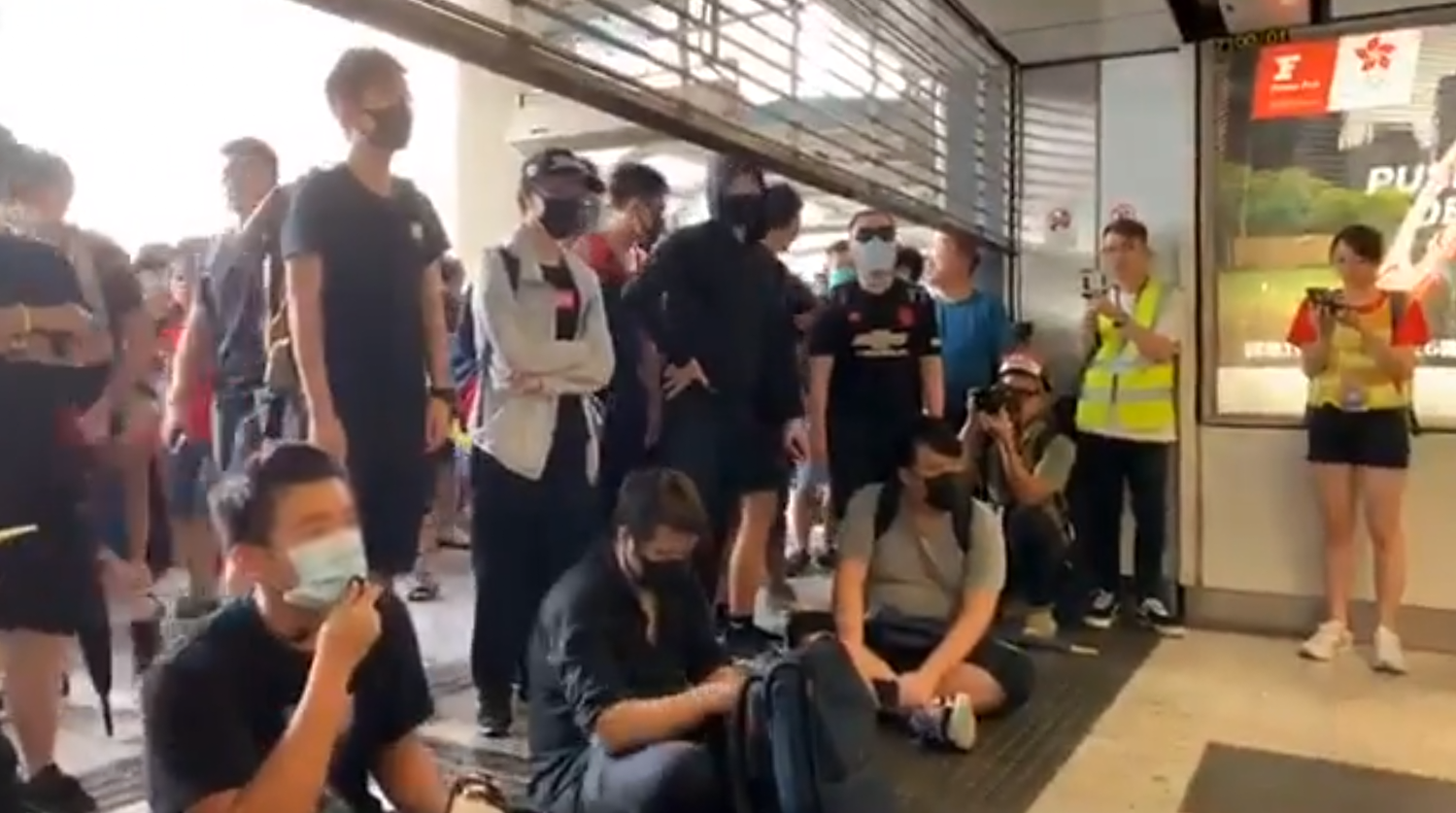
市民坐或站立在觀塘站A出口之閘底，防止港鐵關閉鐵閘

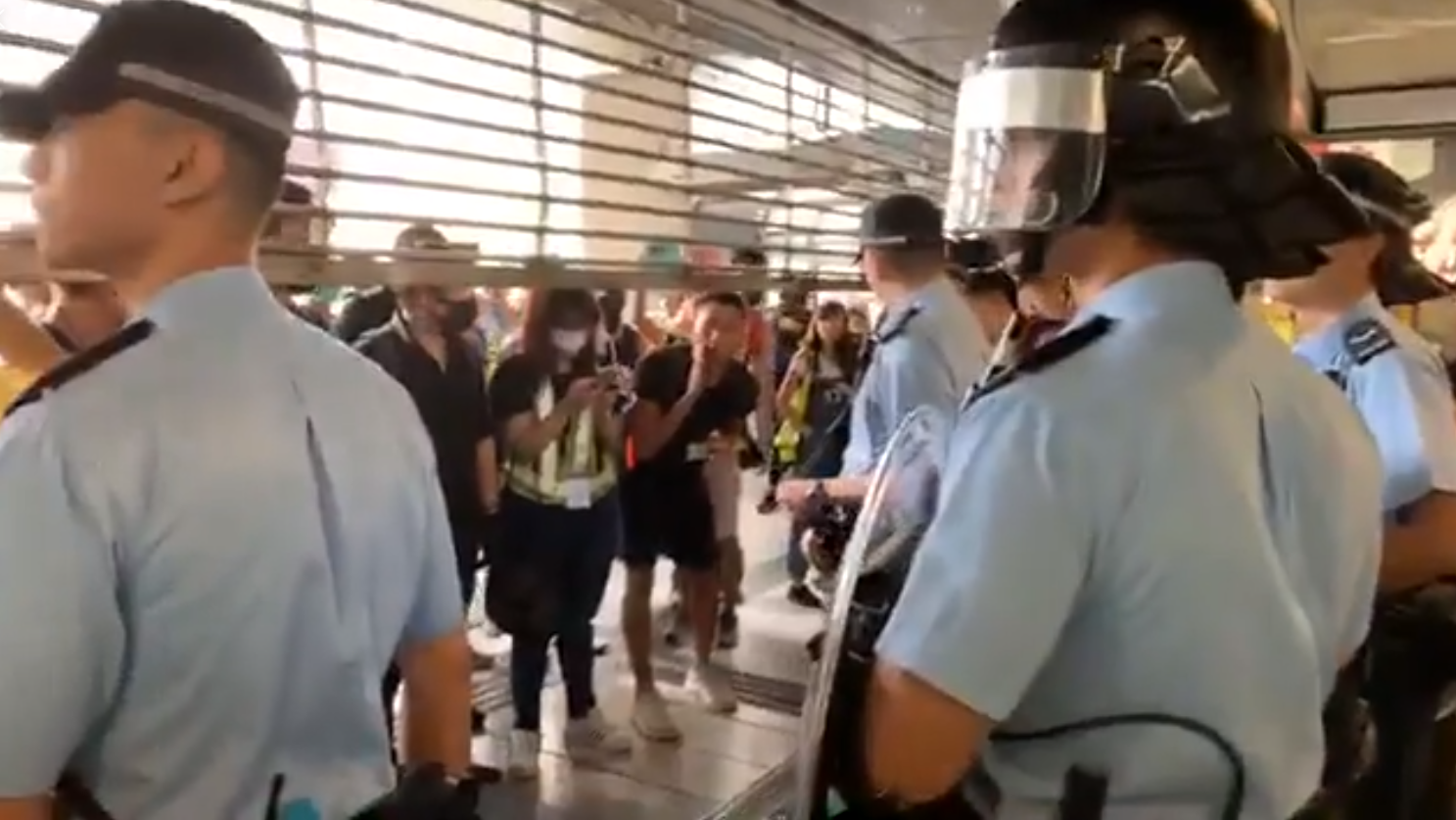
港鐵職員拉閘關閉觀塘站，警員在場戒備

早上9時許，據《香港01》記者觀察，遊行路線一帶平靜。與遊行路線之一的宏照道相距800米的牛頭角警署之停車場大閘、傷殘人士出入口等多處用板封上，令人無法從外面觀察警署內情況，警署內的露天位置用藍色帆布掩蓋，海濱道擺放了多個鐵馬及有保安巡邏把守。約10時，牛頭角警署有10架以上警車開出，另外有約20名警員持警告旗、紙箱等裝備步入警署戒備。
10時半，港鐵宣布由中午12時起暫停觀塘線彩虹站至調景嶺站服務，並暫時關閉九龍灣站至藍田站。於中午時分，有大批市民在觀塘裕民坊巴士站及apm商場的士站候車。接近起點的駿業街熟食市場只有少量店舖開門營業，其中一間營業的「土城日本料理」設立休息站，擺放易拉架，寫上有冰水和食物供應，示意遊行人士自行領取。
早上11時許，觀塘站有職員於站內維持秩序，站內多間店舖陸續落閘關閉。中午12時，觀塘站的入閘機全數關閉，有市民無法入閘，對港鐵突然關閉入閘機感到突然。約12時半左右，站內有大批市民逗留不願離去。有人填寫意見書並把其貼於客戶服務中心的玻璃上，又有人詢問港鐵職員接駁巴士服務安排，亦有人要求交代關閉入閘機原因。同時有大批市民坐或站立在觀塘站A出口之閘底，防止港鐵關閉鐵閘。當時已有軍裝警員於港鐵站控制中心內。《香港01》引述現場有市民斥責港鐵「你哋除咗識加價，仲識啲咩？（意指港鐵除了加票價，還懂甚麼）」、「你哋拉晒閘，街坊點返屋企？（意指職員一旦拉下鐵閘，關閉港鐵站，居民如何回家？）」觀塘站站長未有回答市民問題，只重覆公司的封站安排。下午1時48分，有十多名軍裝警員手持圓盾抵達觀塘站，站內市民見狀後退，港鐵職員拉閘關閉觀塘站。有在場市民大叫「黑警還眼」和「黑社會」等口號。下午2時15分，市民陸續離開觀塘站A出口。

### 遊行

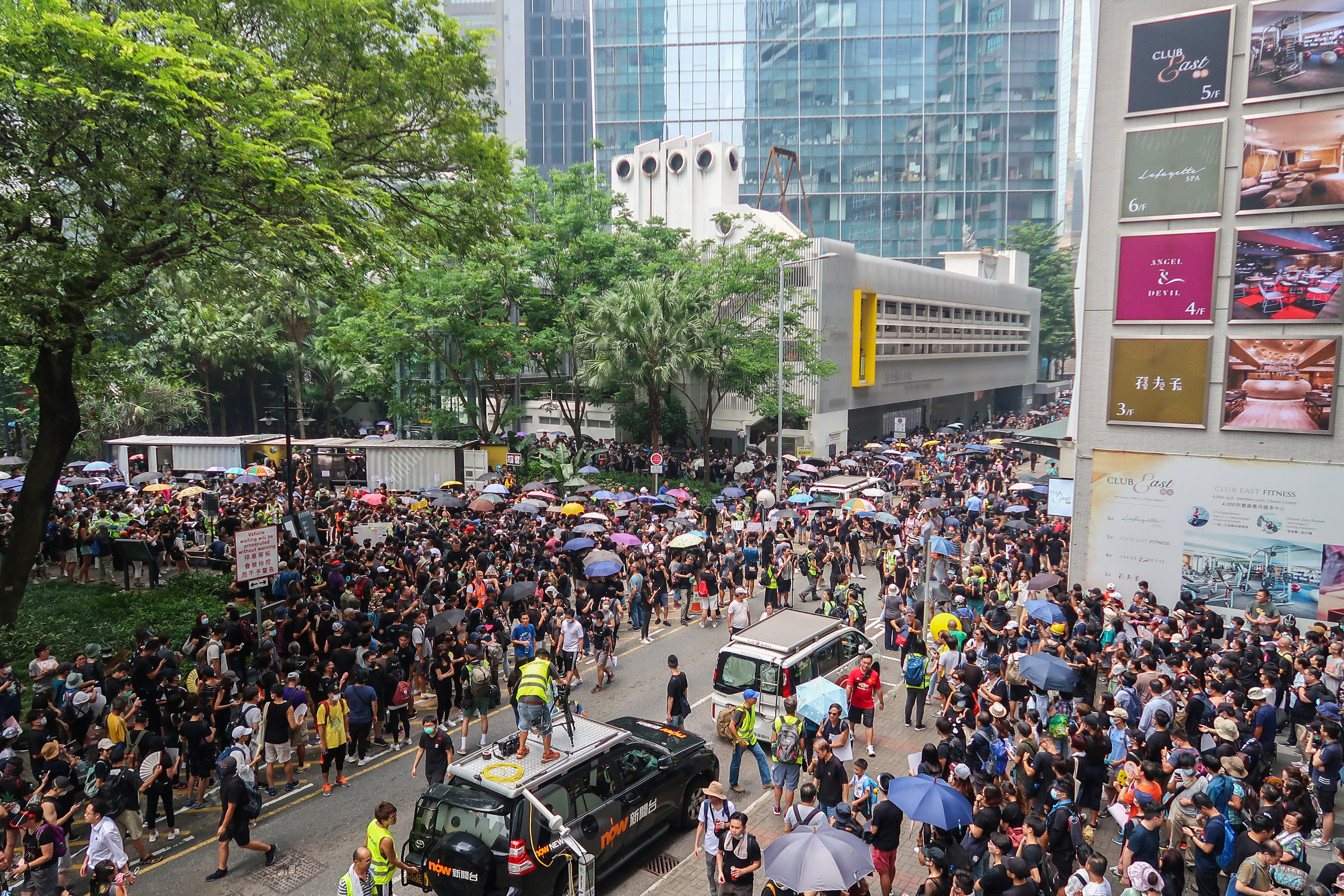
大批市民於駿業街遊樂場集合，對出的駿業街也站滿了人群

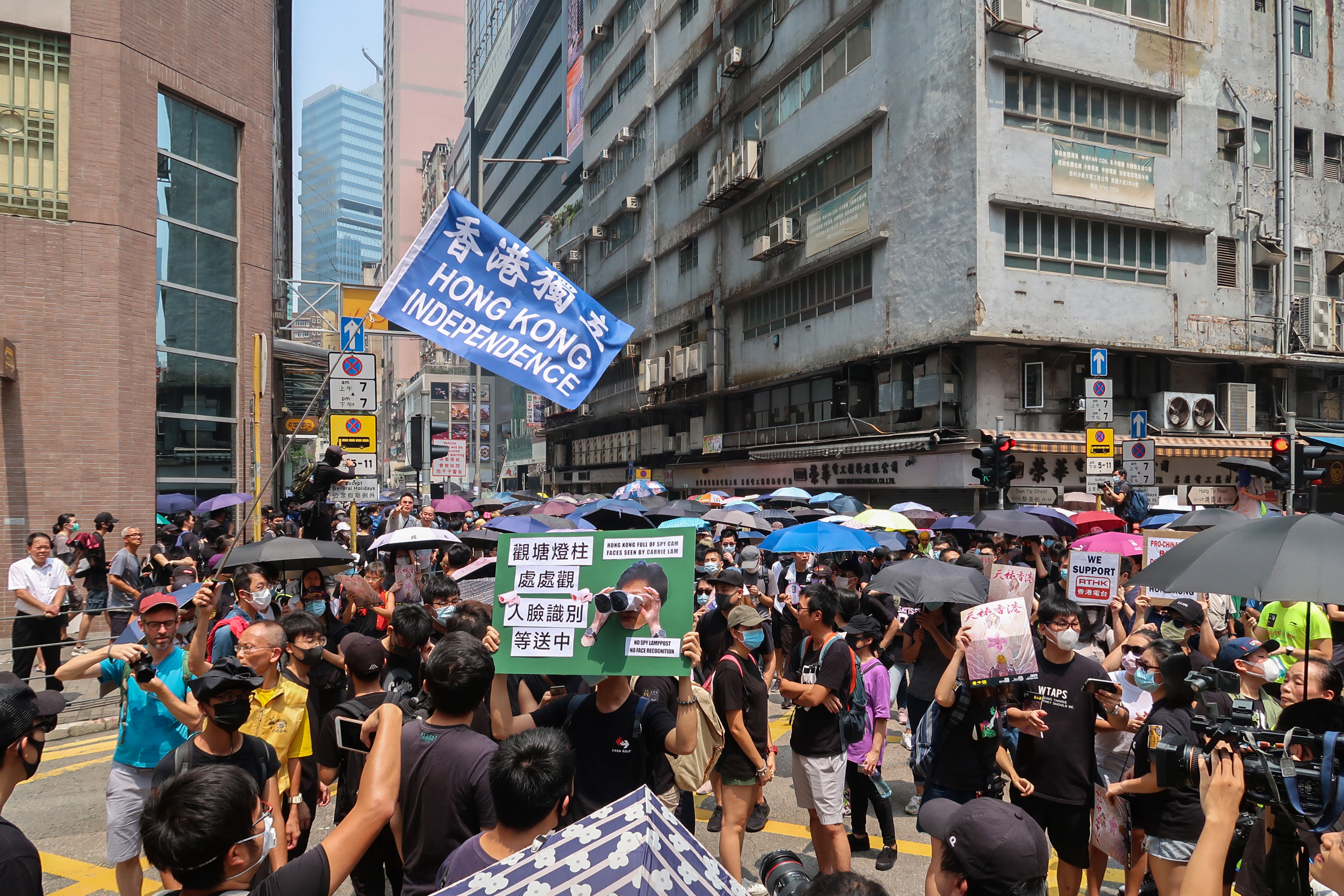
市民高舉「人臉識別等送中」標語和香港獨立旗幟

下午1時，市民於駿業街遊樂場集合，遊樂場一度站滿。遊行申請人劉頴匡接受傳媒採訪，批評政府及港鐵停止服務是「合謀阻止市民集會權利，變相阻礙市民活動」，形容港鐵做法是「史無前例，不可理喻」，不排除會因此激發更多人參與遊行。下午1時20分，由於人數眾多，部份遊行人士自行出發。1時30分正式起步。
遊行途經海濱道、偉業街及常怡道等觀塘街道，遊行申請人劉頴匡於隊頭拉起直幡，有市民高舉「人臉識別等送中」標語，亦有市民用道具遮掩右眼，抗議警察於8月11日遊行中示威中射傷一名女急救人員右眼，導致該名女子永久失明。沿途有人推著手推車向遊行人士派發果乾打氣。有人高呼「光復香港，時代革命」等口號。
下午2時49分，遊行隊頭已抵達九龍灣零碳天地。到下午4時左右，大批遊行人士離開遊行終點九龍灣零碳天地，部份人經德福廣場前往港鐵總部。下午6時15分，遊行主辦方宣佈遊行正式結束，呼籲市民小心安全。

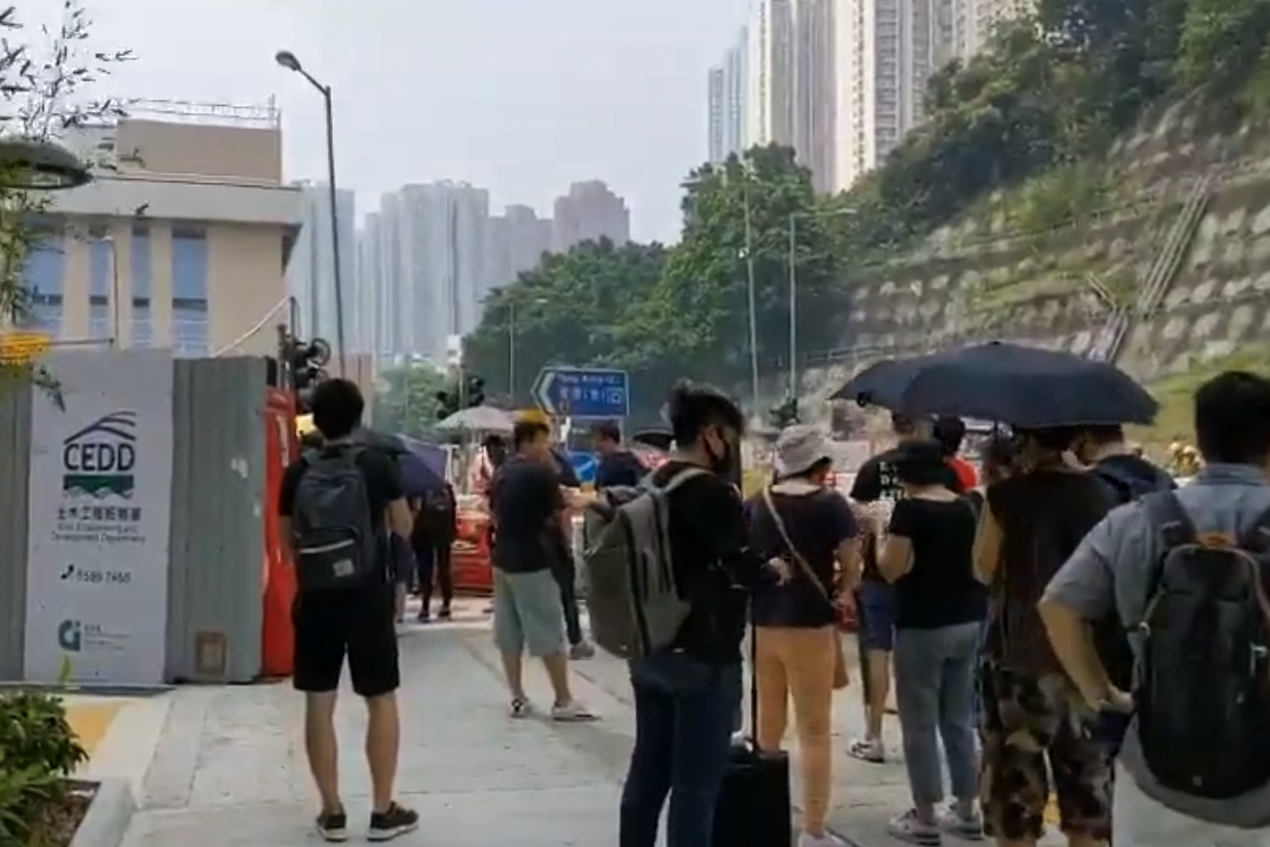
下午1時，油塘站有多名身穿黑衫的市民集合，由油塘步行至觀塘遊行起點
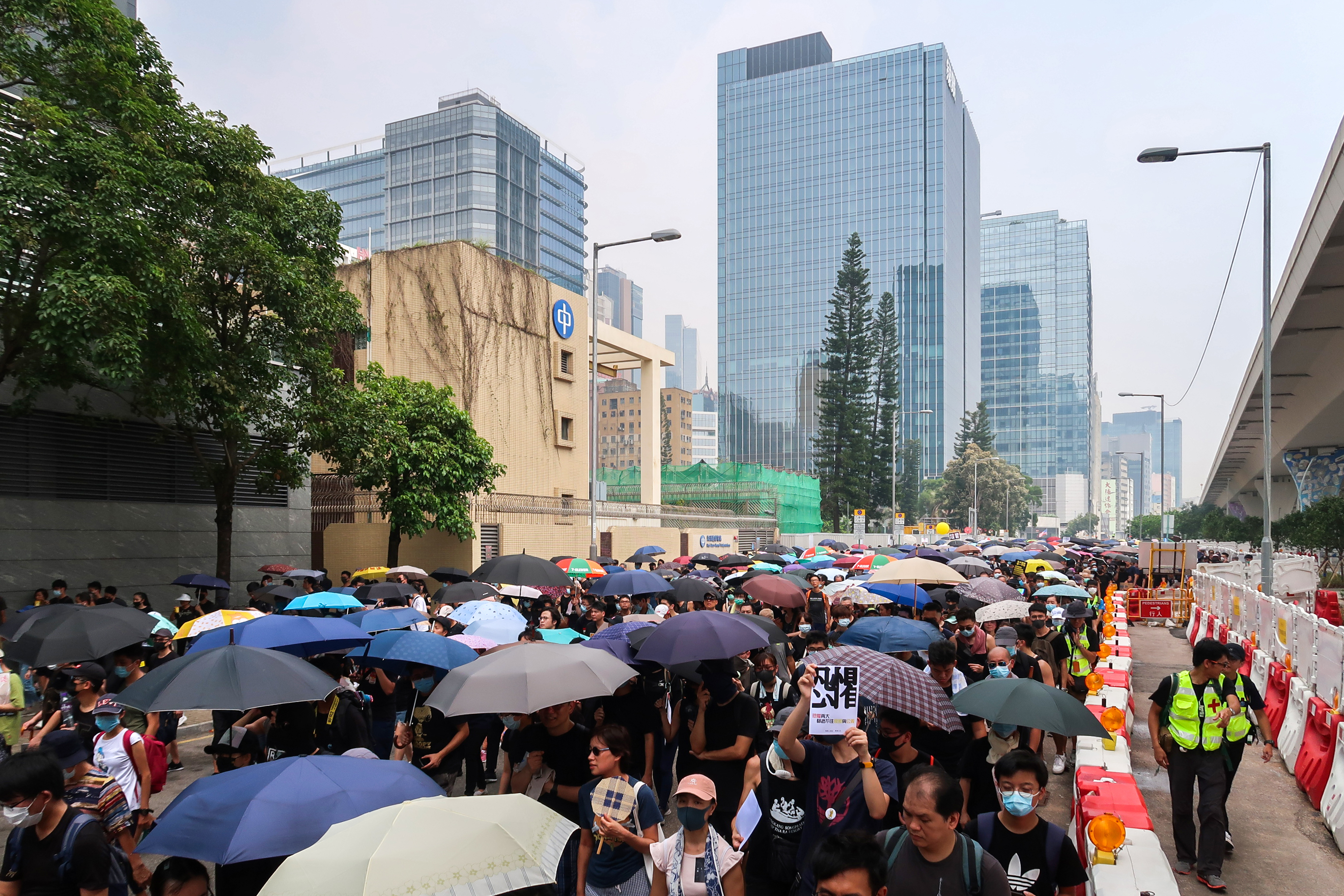
遊行人士在海濱道，不少參與人士舉起雨傘遮擋，表達對街道監控的擔憂
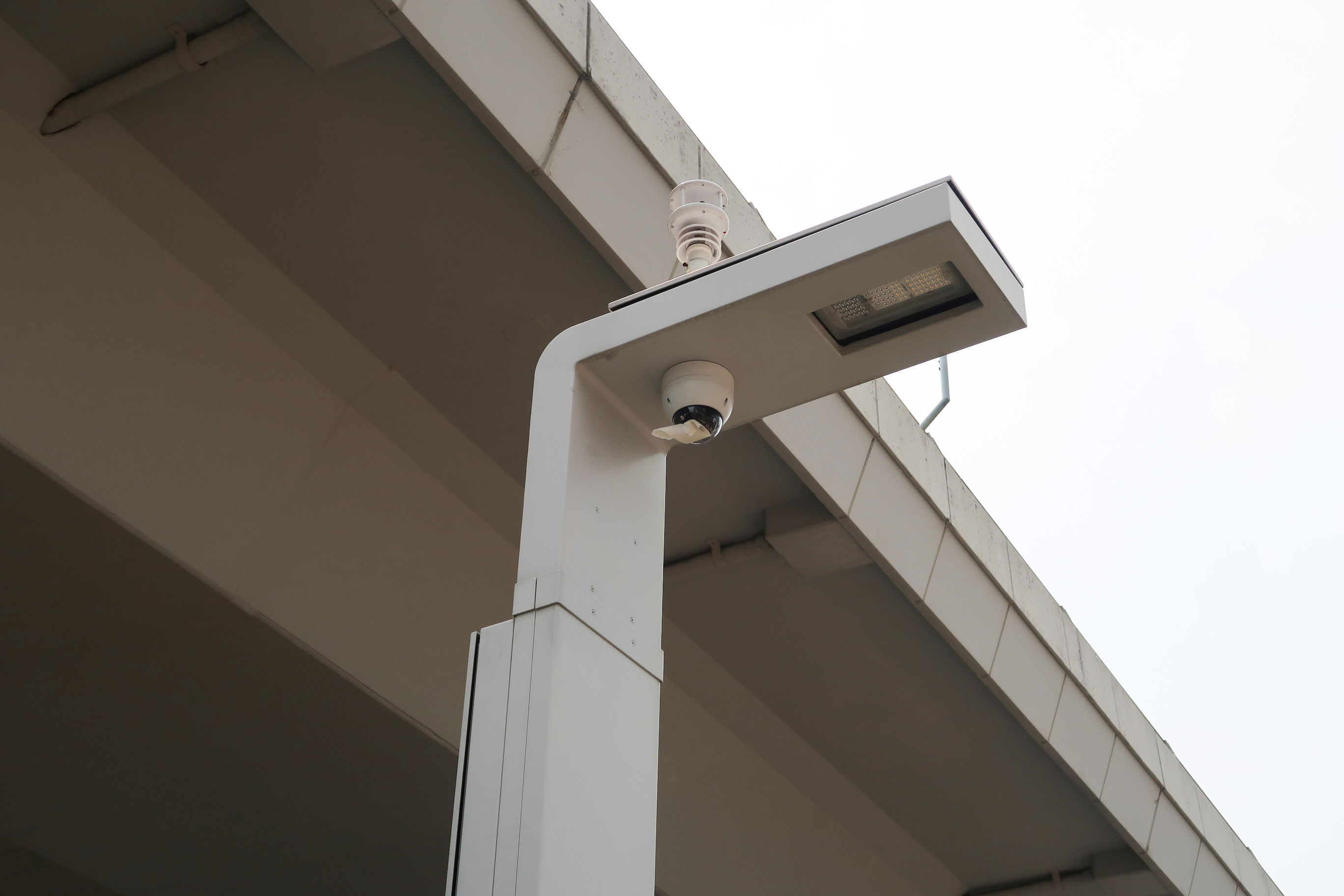
起動九龍東辦事處有閉路電視被人貼上貼紙
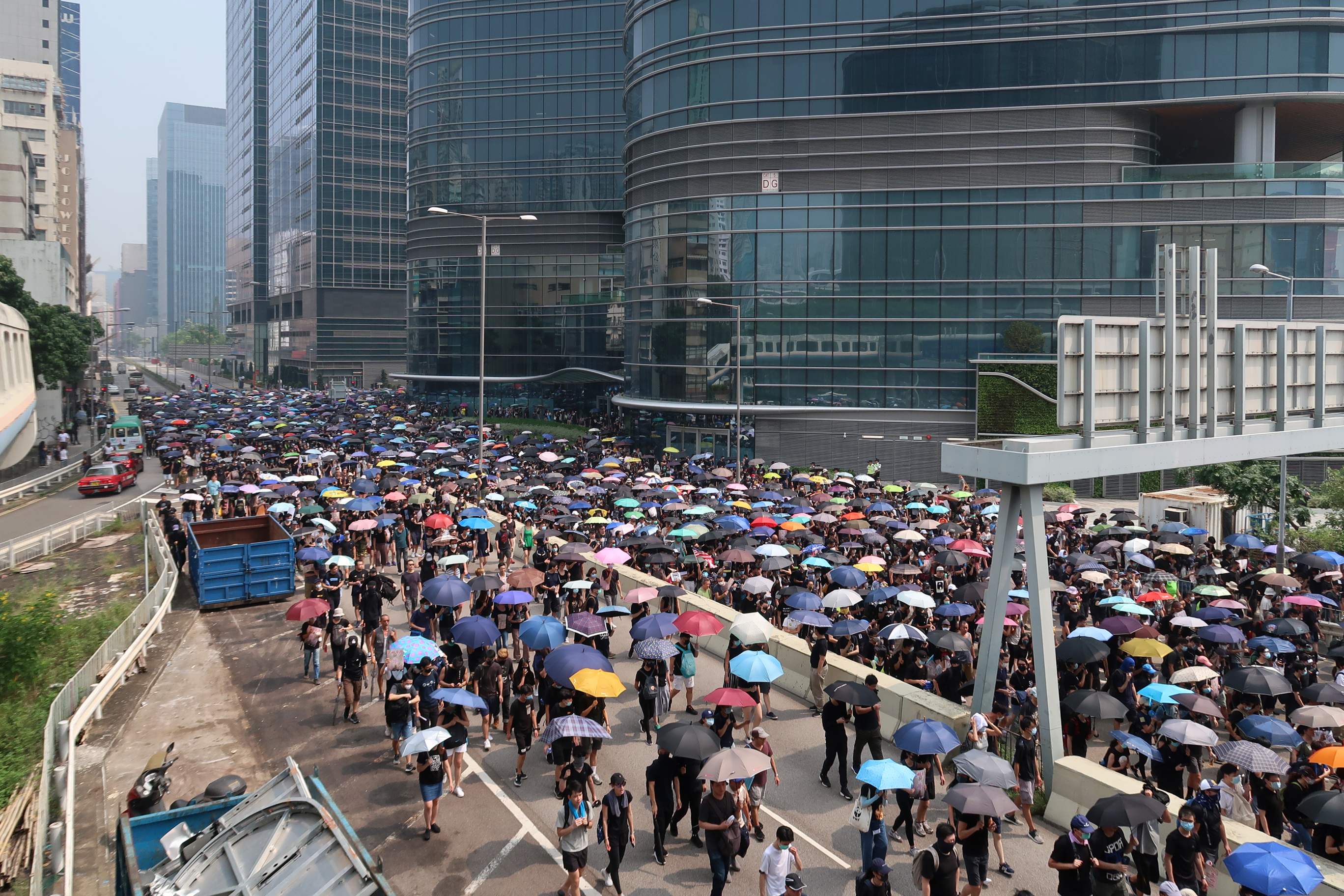
海濱匯對出的偉業街來回行車線企滿了遊行人士
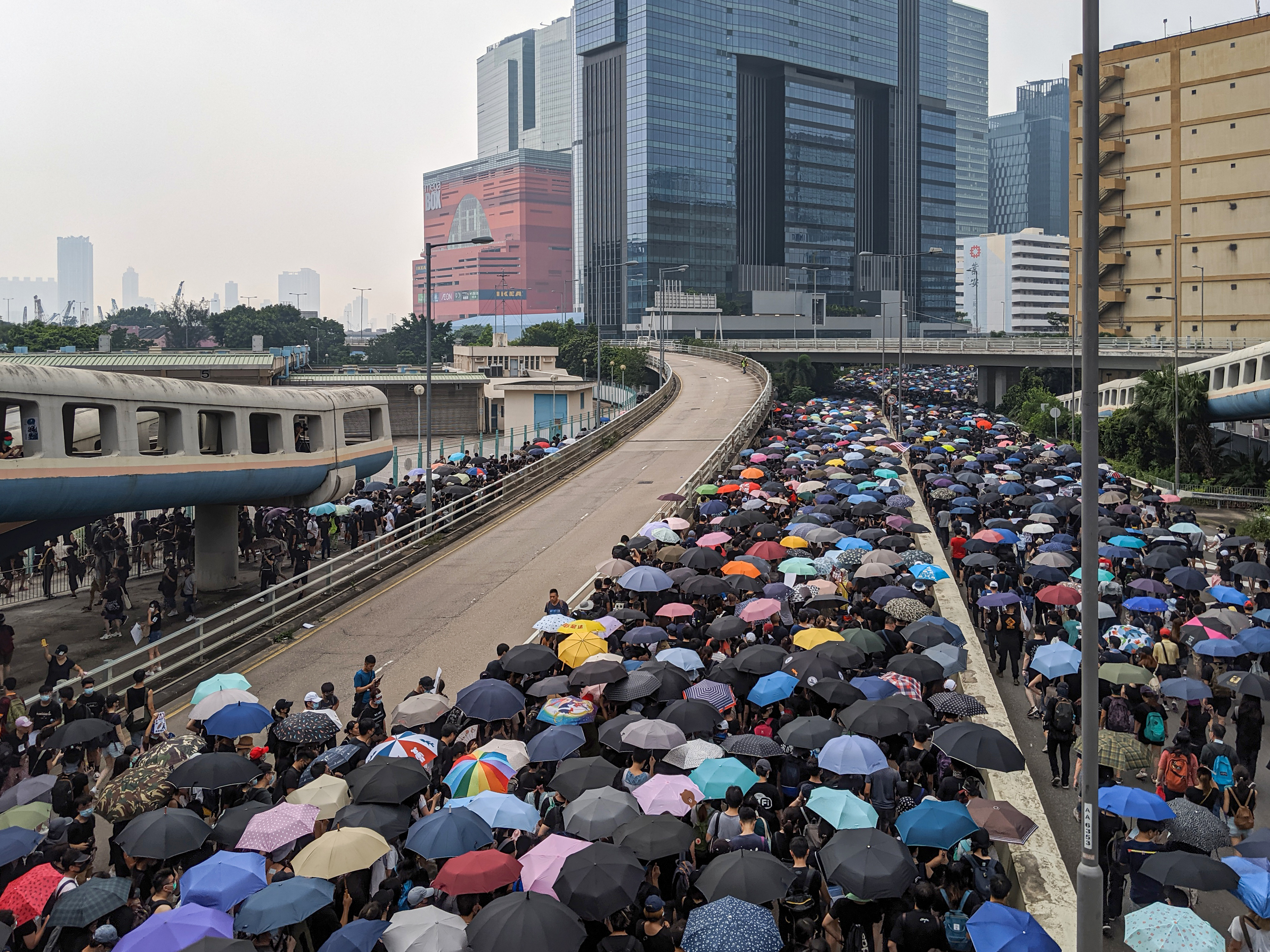
遊行人士往九龍灣方向

#### 偉業街警民對峙

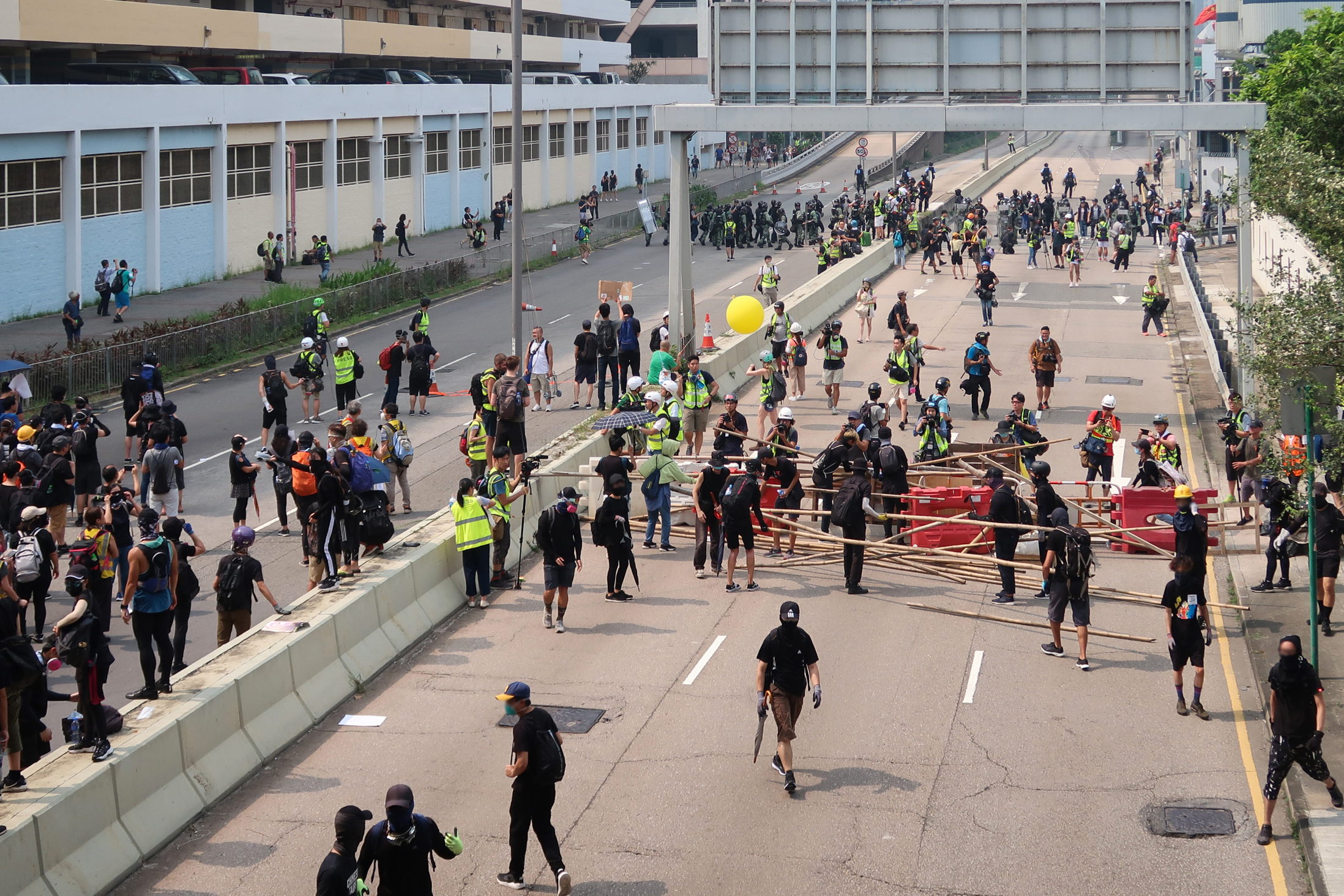
下午2時40分，示威者在九龍灣偉業街利用竹棚、水馬及鐵欄等物品，於馬路中央設置路障

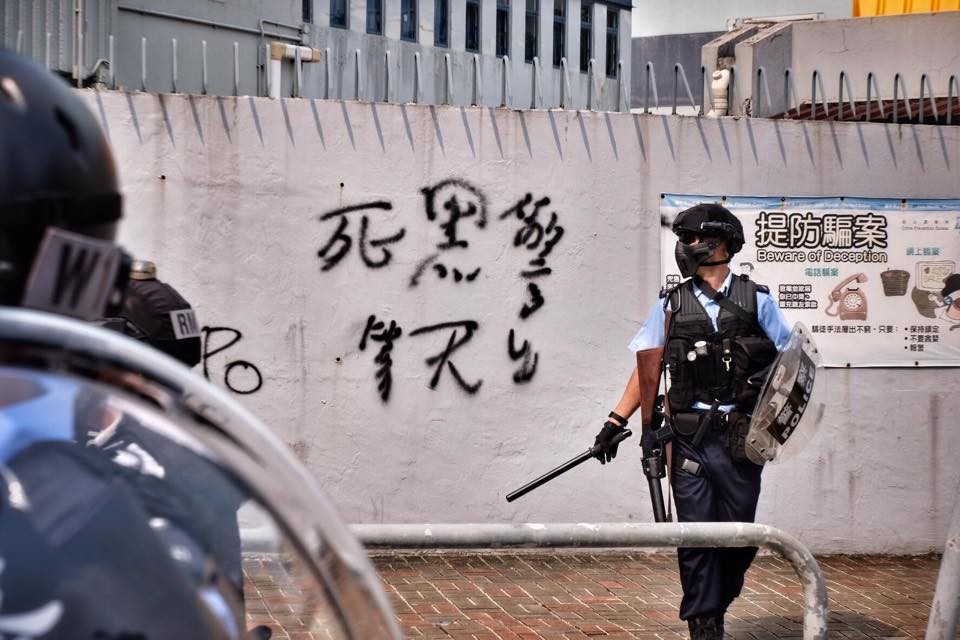
示威者於牛頭角警署的外牆噴上「死黑警」

約下午2時半，有一批速龍小隊成員及防暴警察從牛頭角警署走到零碳天地附近的偉業街。警方與示威者一度對峙，最近只有約20米。部份警員配備俗稱「大口槍」、可發射橡膠子彈及催淚彈的法德魯吋半口徑槍。示威者則於偉業街利用竹棚、水馬及鐵欄等物品，於馬路中央設置路障，當中前排示威者一度舉起雨傘。同時有示威者於牛頭角警署外牆噴上「黑警」、「End Police Brutality」等口號及字句。約10分鐘後，防暴警察從偉業街後退至兆業街並舉起藍旗，呼籲示威者「立即散去，否則會使用適當武力」。速龍小隊指揮官向時任人民力量主席陳志全及副主席譚得志表示，防暴警察只會戒備，著遊行人士按原定路線行，譚得志曾多次要求指揮官不要使用催淚彈。約下午3時，防暴警察退回牛頭角警署內，示威者拍掌歡呼。

#### 破壞智慧燈柱

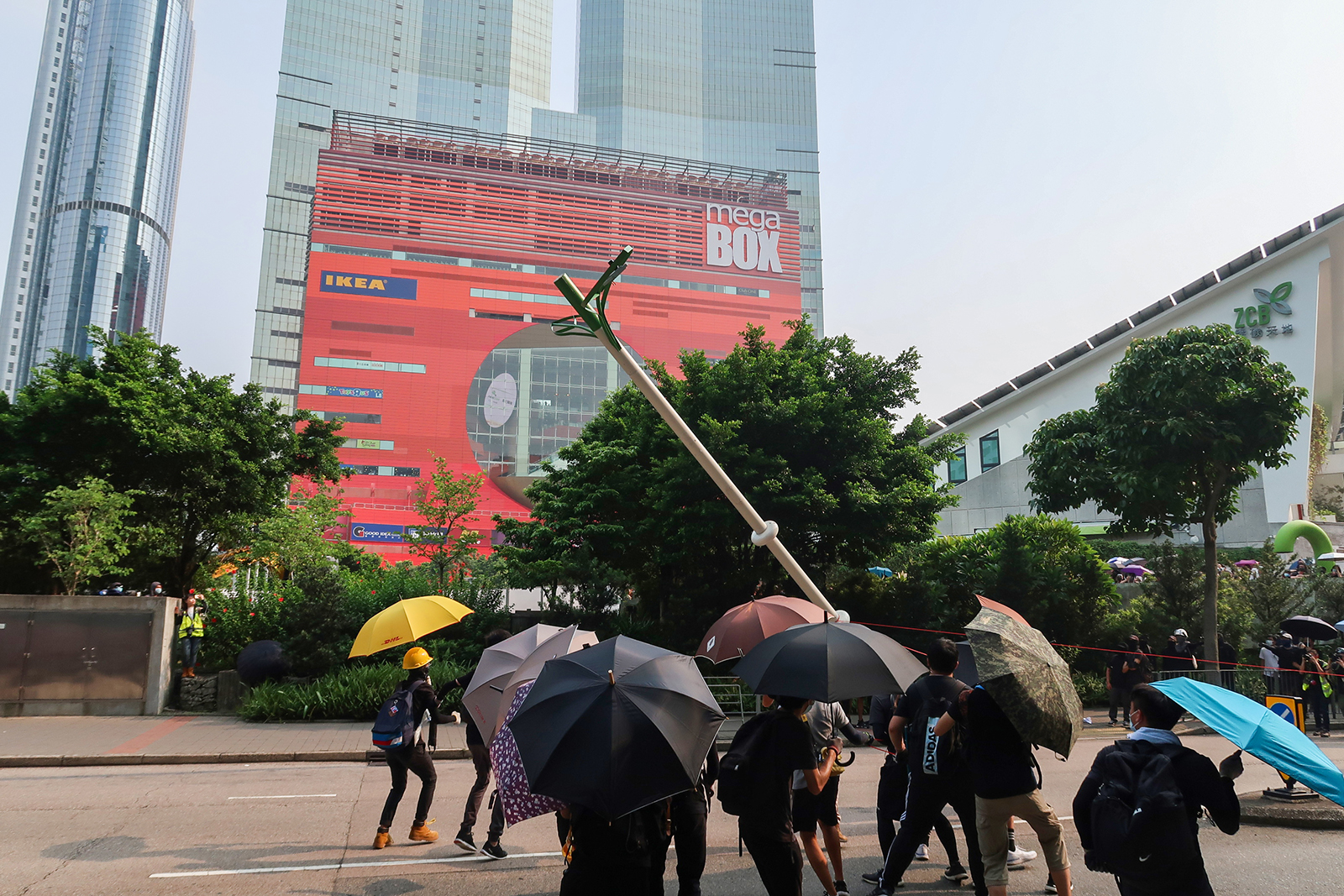
九龍灣零碳天地外的智慧燈柱正被示威者拆走

下午2時左右，有遊行人士試圖用膠紙遮掩沿途的智慧燈柱。
下午3時06分，有示威者拆起智慧燈柱電箱，並用手電鋸鋸開燈柱。示威者在智慧燈柱身上噴上「不要監控」的字眼，把從燈柱取出的電線及配件丟入鄰近雨水渠，至少5支智慧燈柱被損毀。下午4時左右，有示威者用小型電鋸拆除位於九龍灣常悅道的智慧燈柱。燈柱底部的零件外露，有示威者用膠袋套起。燈柱貼上「抵抗暴政」、「拒絕極權監控」等標語，柱身橫放於路中心作路障。有示威者拿起智慧燈柱零件研究，發現一支名為「ble locater」的USB手指。有示威者估計該USB手指是燈柱之間的溝通裝置。警方其後嚴厲譴責示威者破壞智慧燈柱，並宣佈牛頭角分區警署報案室暫停服務。

#### 偉業街警民衝突

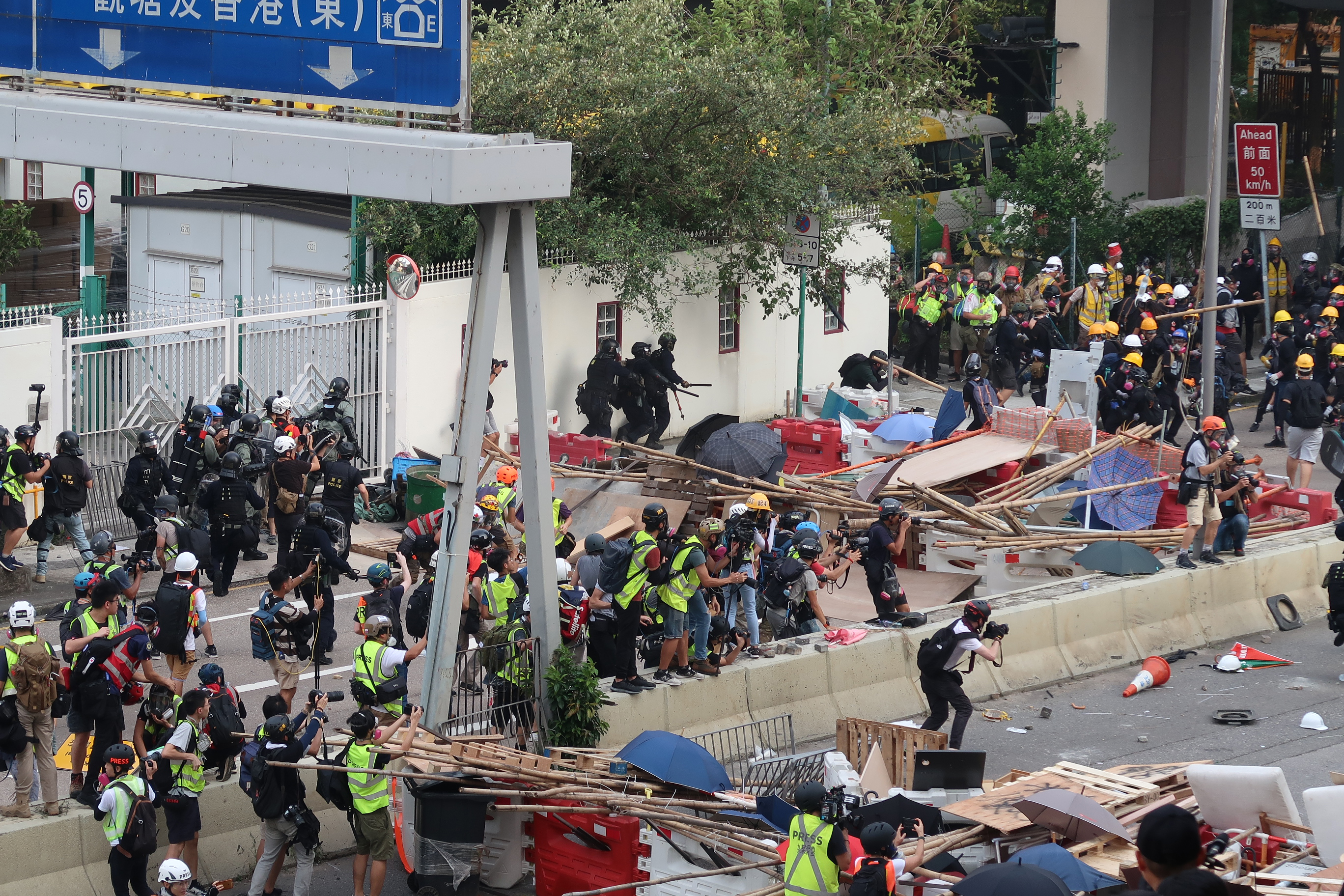
下午4時39分，速龍小隊突然衝向示威者並制服多人

遊行期間，部分示威者留守於牛頭角警署對開的偉業街。警察一度出示紅旗。下午4時40分，警方指有示威者向警方所在方向掟磚，因而發射至少5發胡椒球、海綿彈及煙霧餅，下午4時39分，速龍小隊突然衝向示威者並制服多人。期間有示威者向警方投擲雜物，部分示威者跑往港鐵九龍灣站德福廣場平台方向，部份則跑往觀塘方向有人從偉業街兩側掟汽油彈，警方一度退後及舉黑旗，並施放多枚催淚彈驅散。

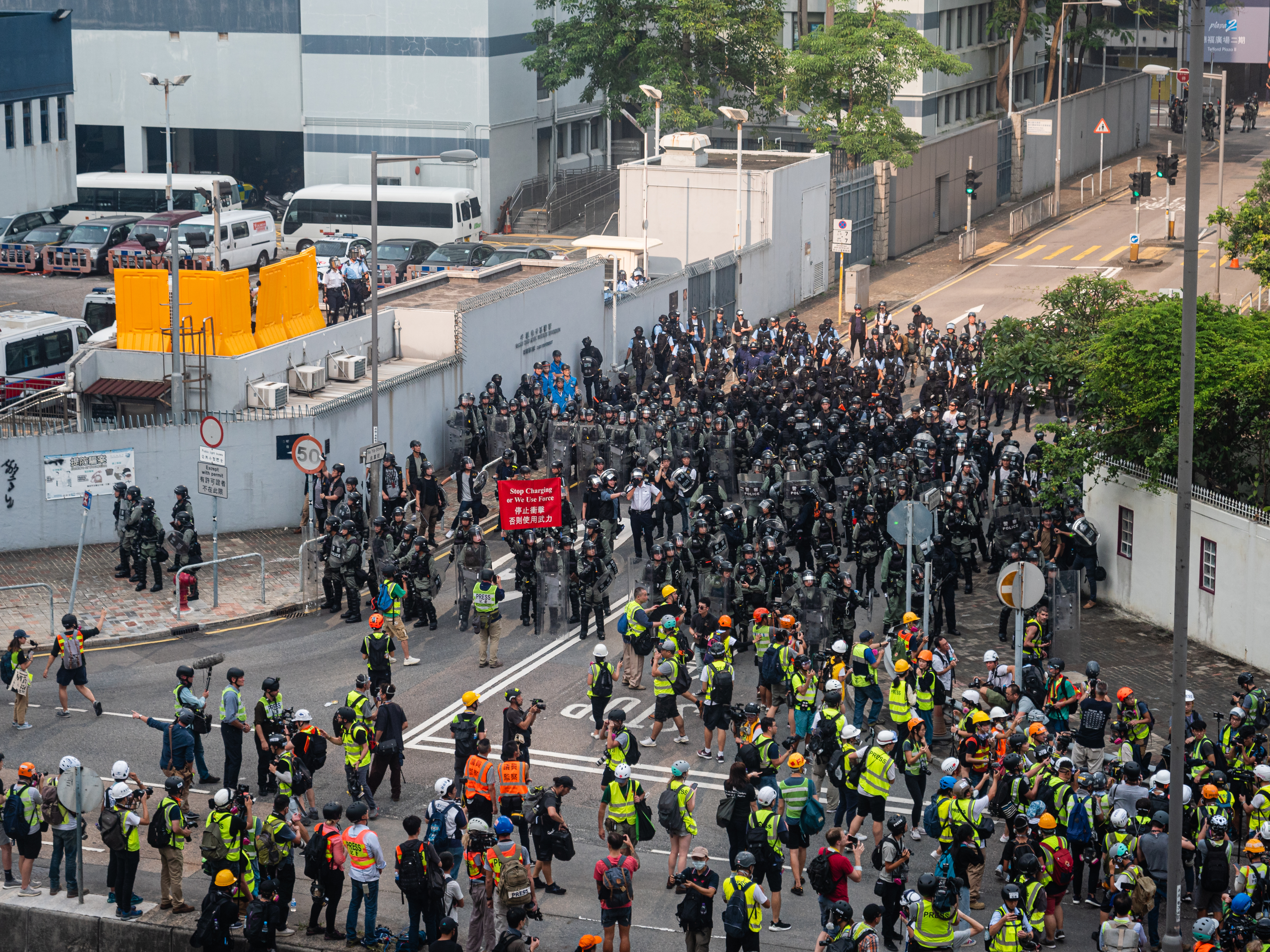
大批防暴和速龍小隊警員牛頭角警署對開的兆業街戒備
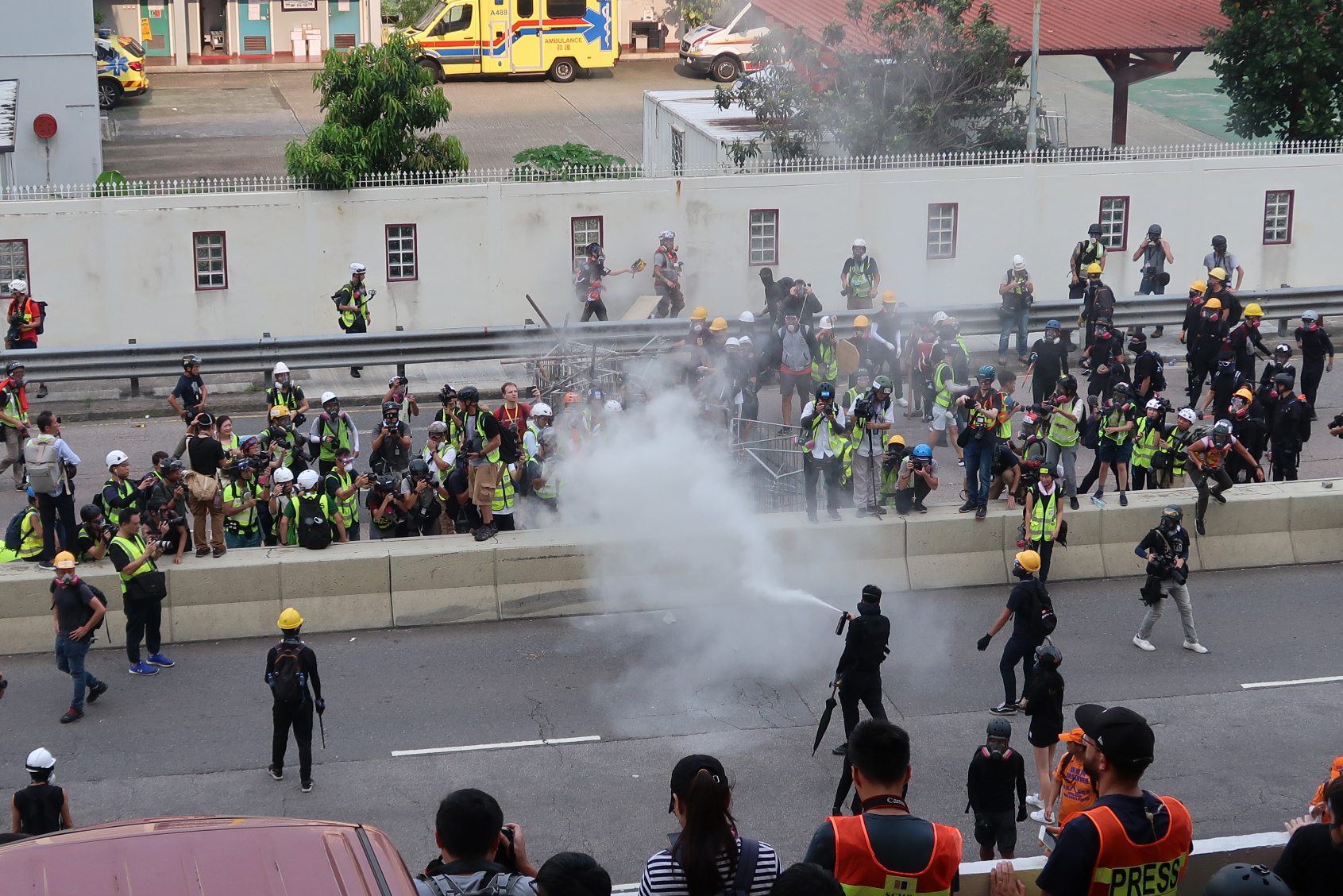
有示威者向記者方向噴射煙霧
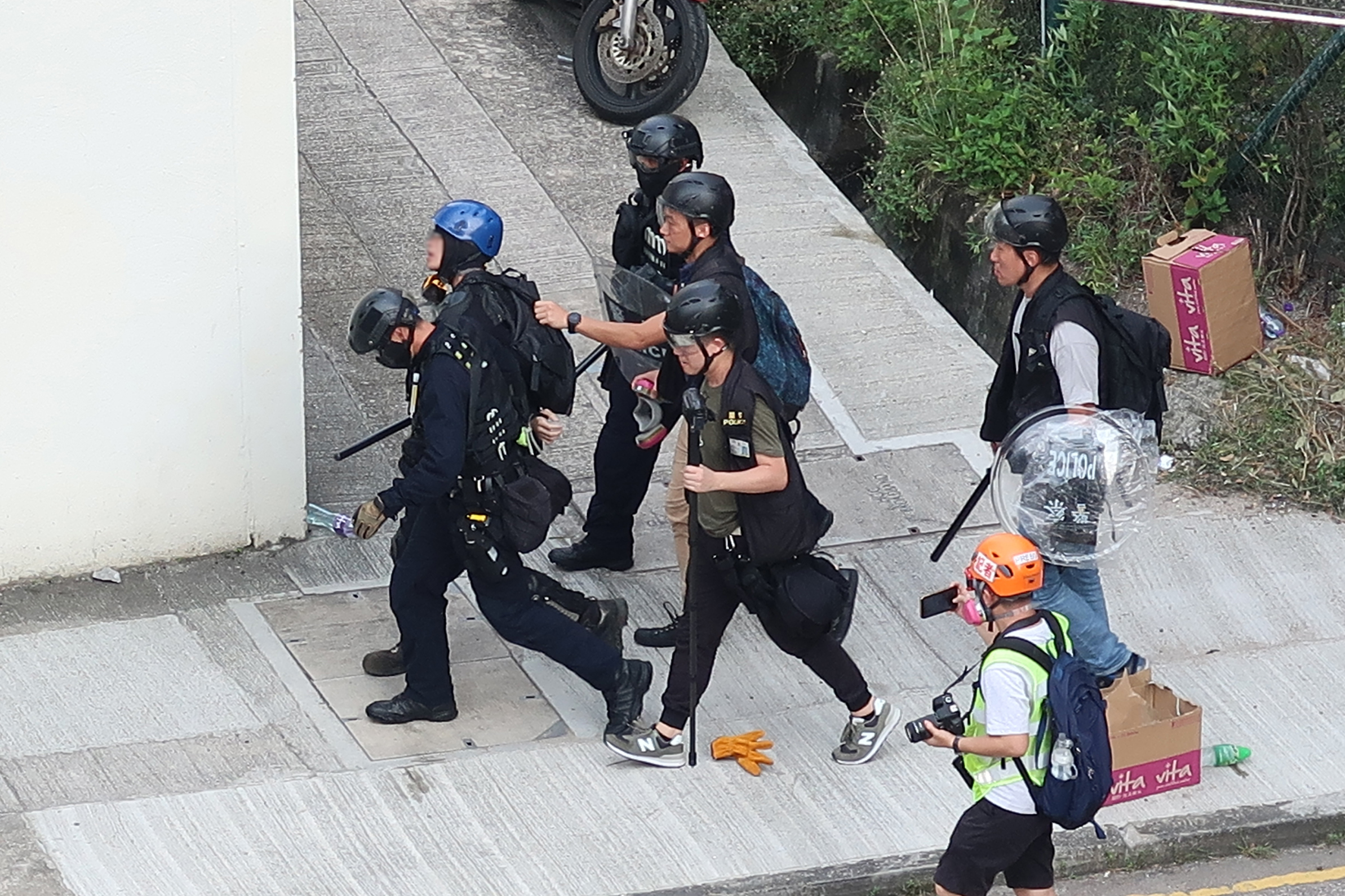
有示威者被警員制服
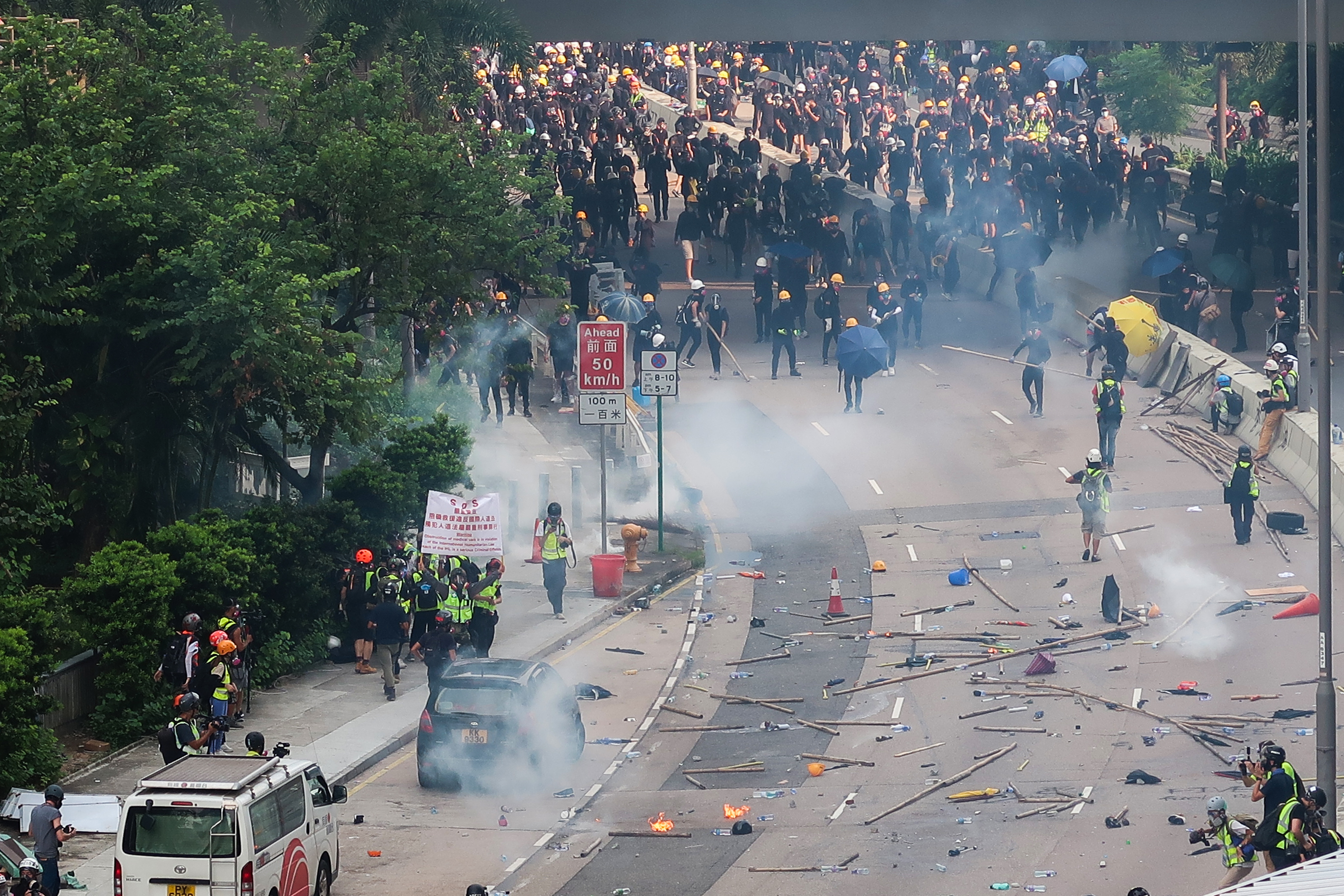
警方發射多枚催淚彈驅散期間，有人舉起SOS白旗，批評警方阻礙救援違反國際人權法
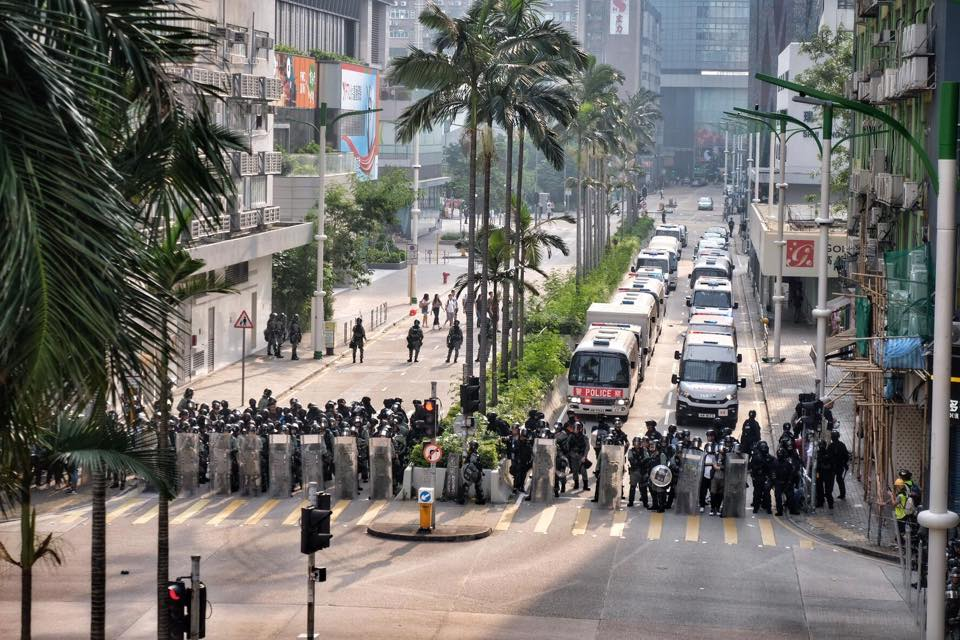
大批警員和警車到常悅道佈防
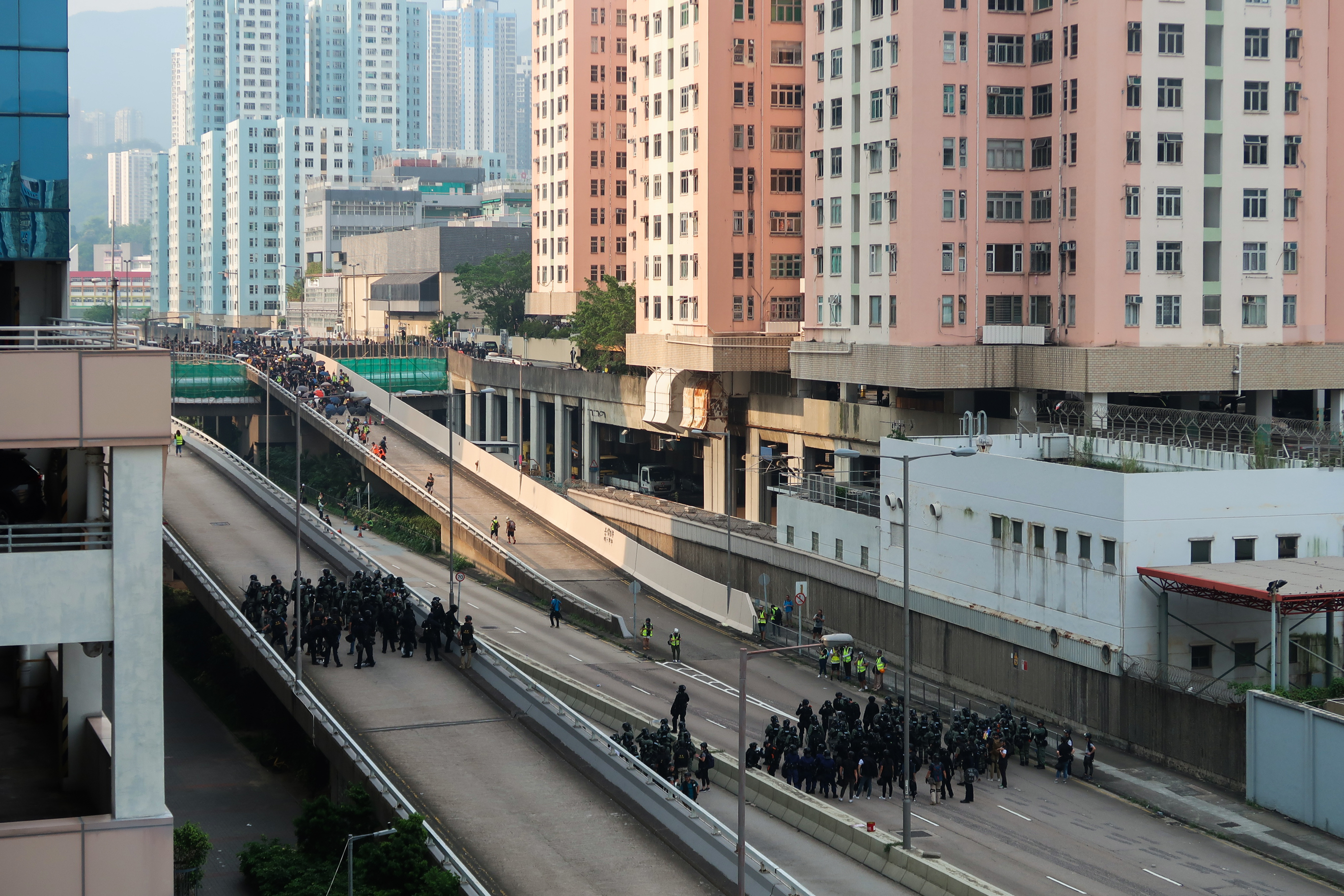
大批示威者往德福花園後退，而多名速龍小隊和防暴警察在偉業街向示威者方向推進

#### 德福花園警民衝突

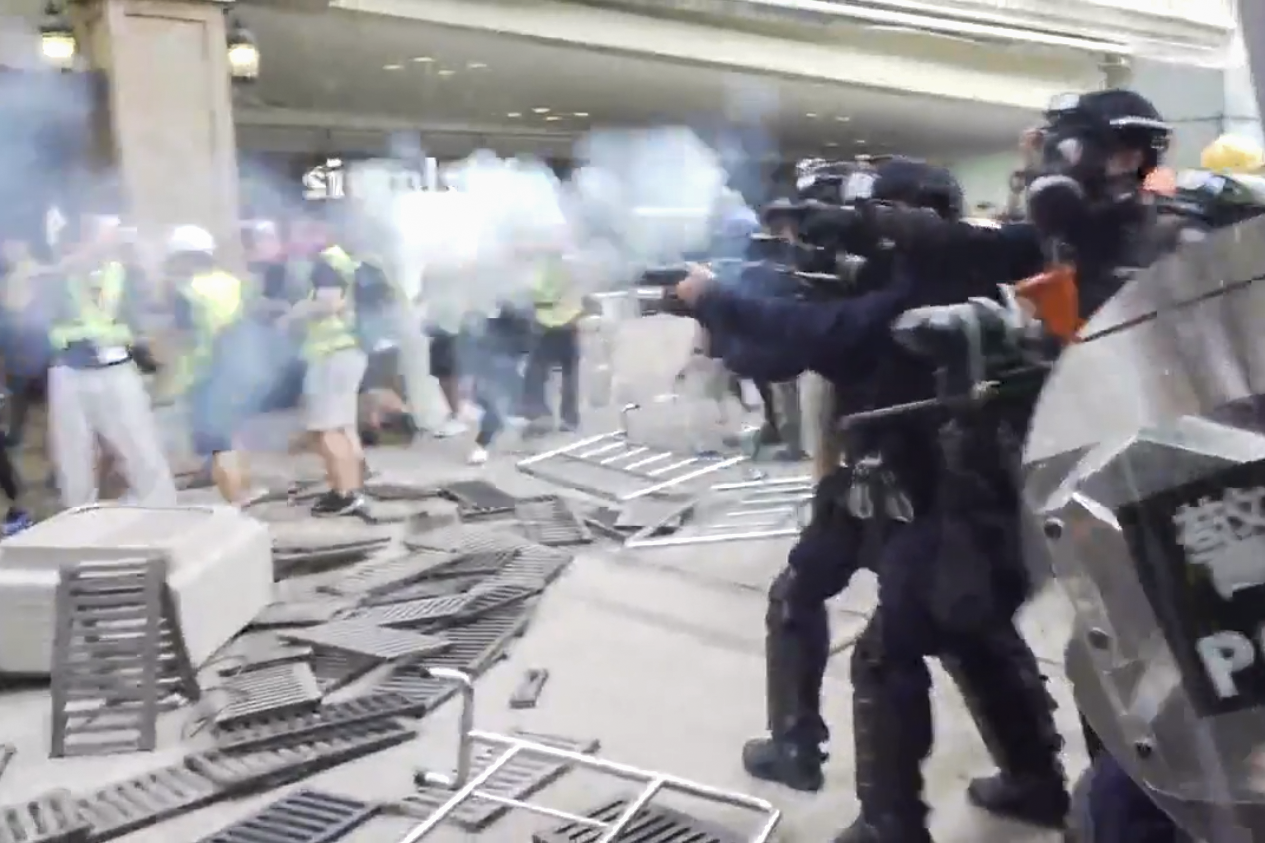
速龍小隊在德福廣場MCL戲院平台發射催淚彈

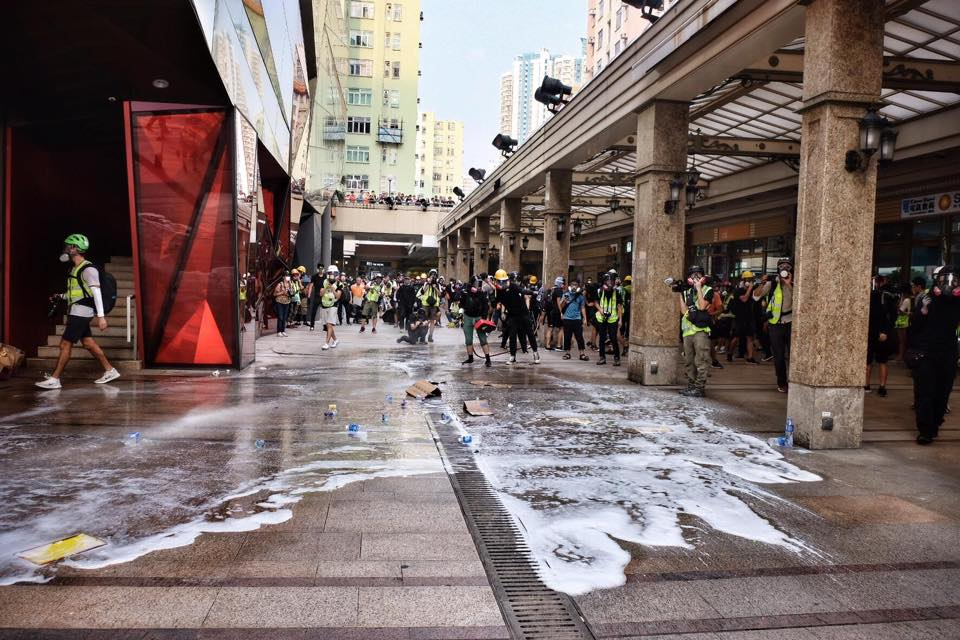
示威者向地下倒肥皂水及油，防止警員跑入商場

下午5時20分左右，多名速龍小隊進入德福廣場MCL戲院平台，有人指控速龍小隊「拿香港人錢射香港人呀」。速龙回應「我唔使交稅呀？（你）交幾錢稅呀？」。又有無裝備的市民表示，德福花園是民居，速龍成員施放催淚彈會令小朋友受驚嚇。而示威者搬起地面水渠蓋作為障礙物。立法會議員許智峯到場調停，呼籲警方不要進入商場範圍清場，要求警方收隊。警員再度開槍，其後後退並離開平台範圍。下午5時45分，速龍小隊於MCL戲院對出的平台再次發射硬海綿彈、胡椒彈及催淚彈，亦有示威者投擲汽油彈及向地下倒肥皂水及油。部份市民及示威者走入MCL戲院和商場室內暫避，而商場內大多商店落閘停業。。

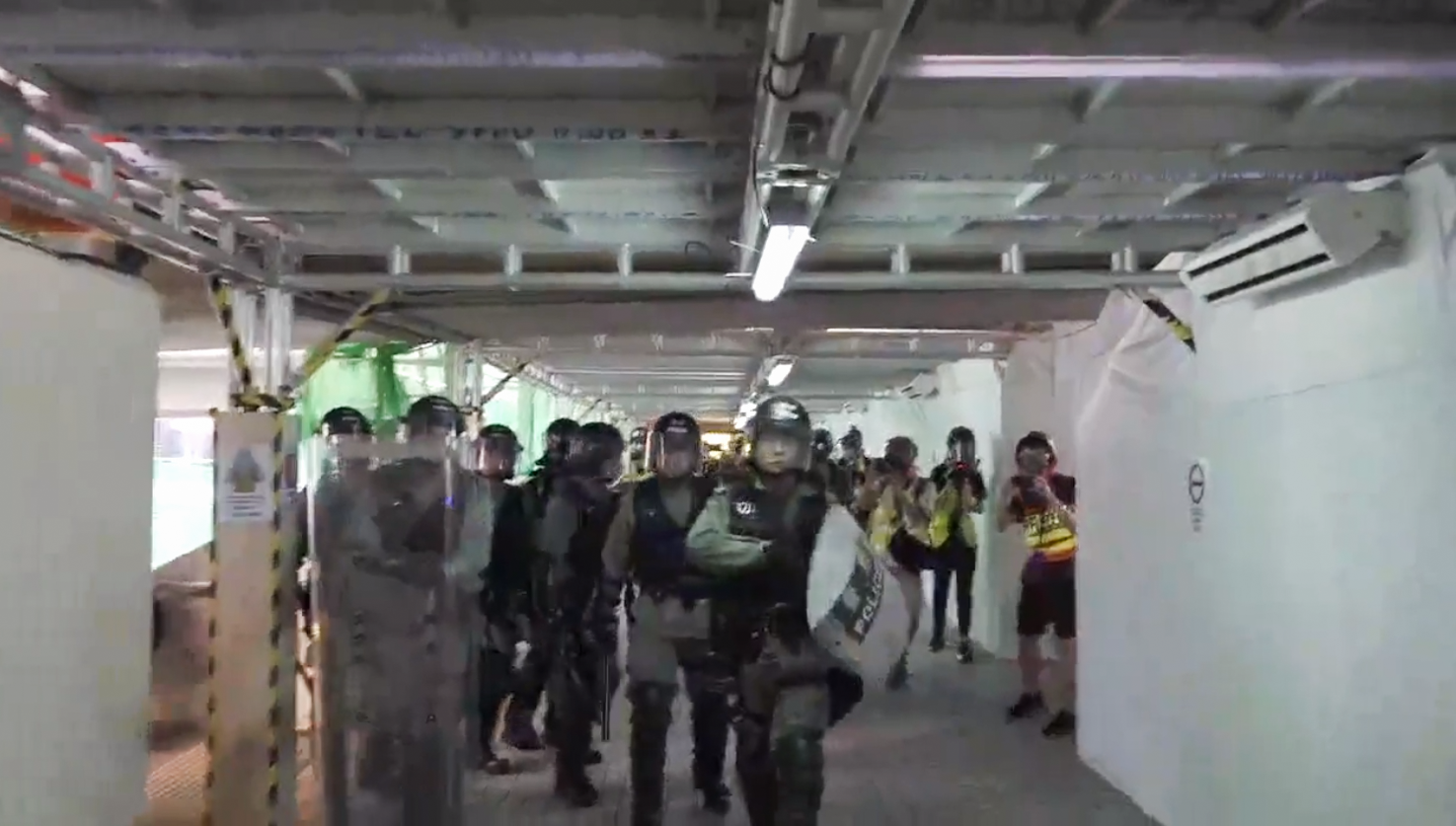
防暴警員走入往德福花園行人天橋
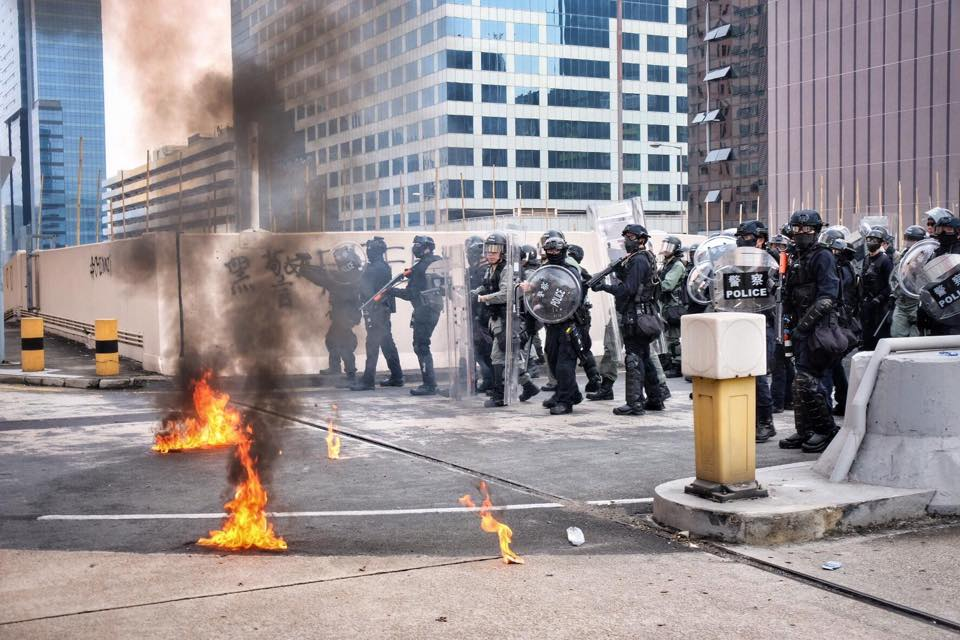
多名速龍小隊和防暴警察沿偉業街經斜道往德福花園，示威者投擲汽油彈
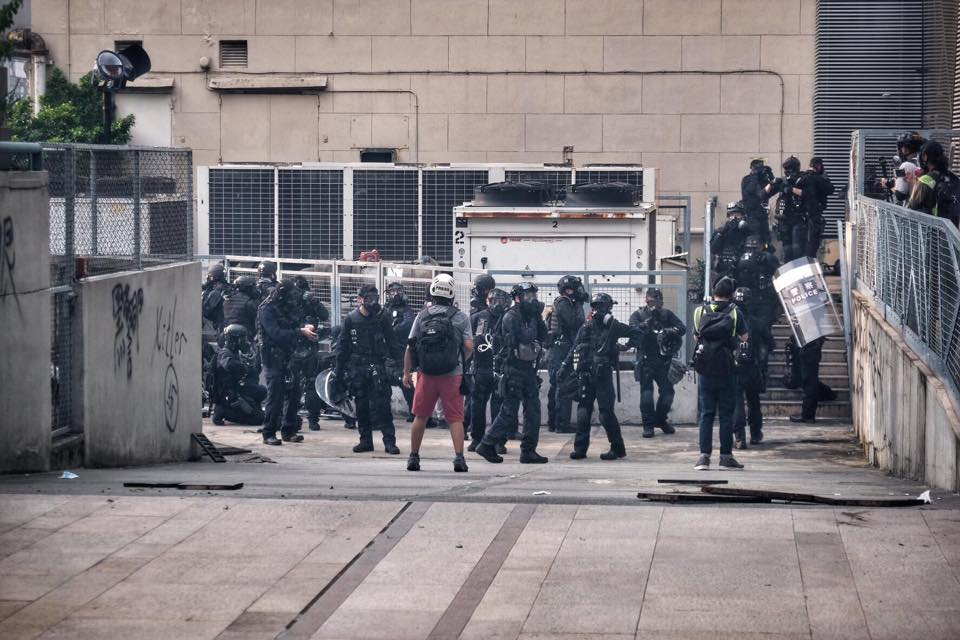
多名速龍小隊走入MCL戲院平台
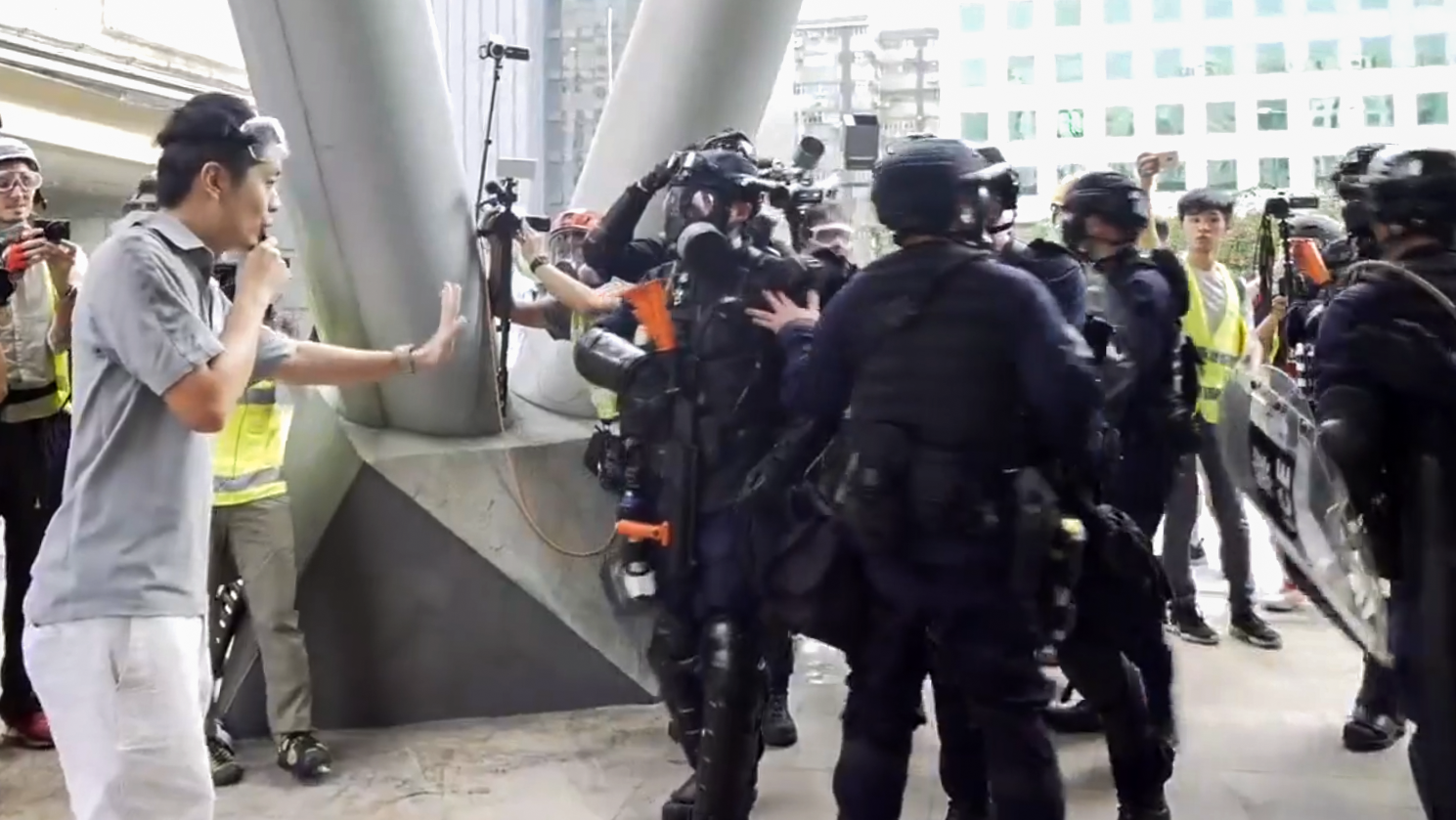
立法會議員許智峯到場調停，呼籲警方不要進入商場範圍清場
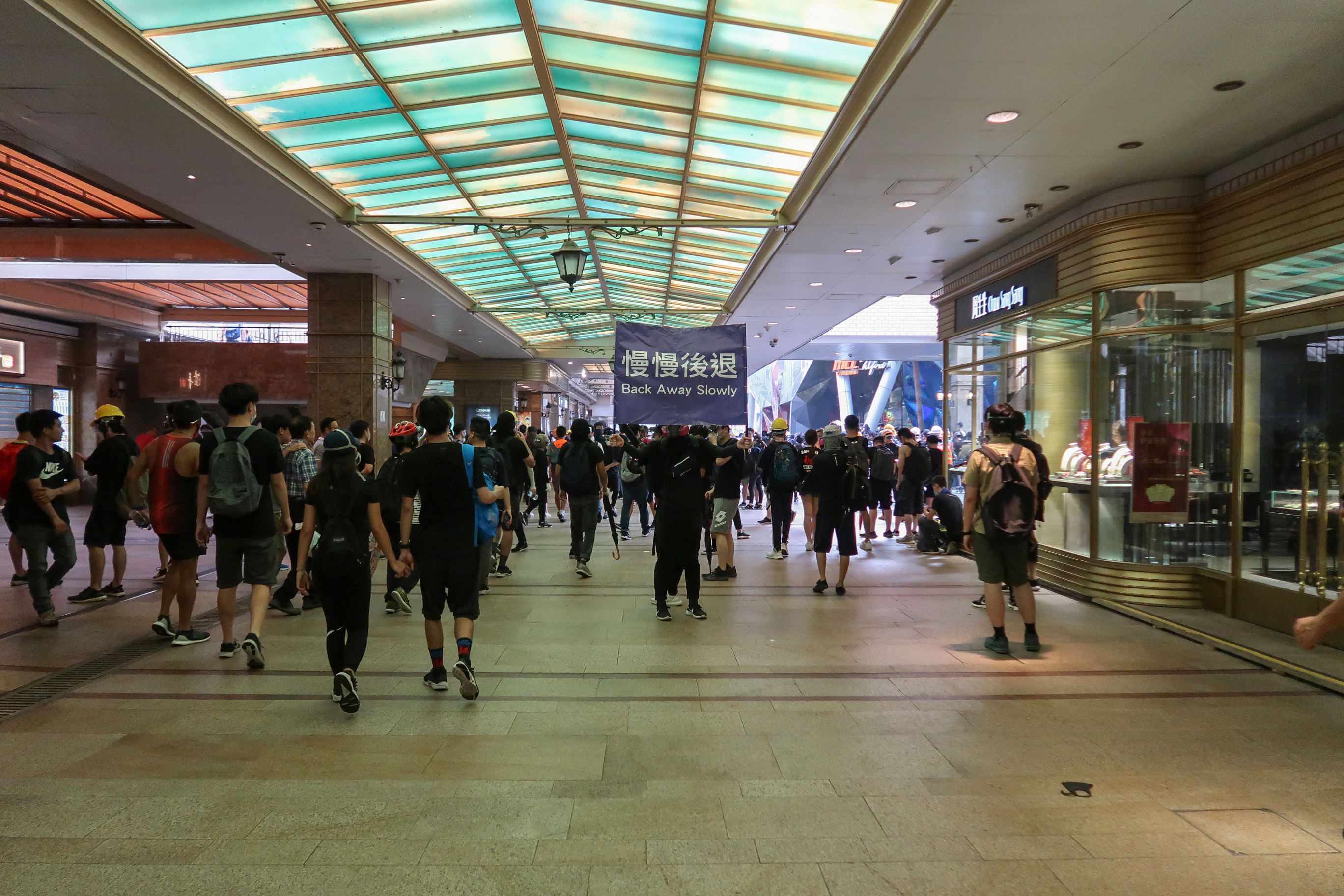
示威者在德福廣場黃金大道舉起「慢慢後退」旗

#### 牛頭角衝突
下午5時，警方發出新聞稿，呼籲在場人士立即離開，並提醒居民留在安全地方。有手持白手杖的視障人士於牛頭角警署對出一度滯留無法離開，藝人何韻詩到場，指自己可以提供協助。
下午6時25分，警方舉起橙旗，發射多枚催淚彈及橡膠子彈。其後，示威者向警方防線推進，警方因而施放催淚彈。部份示威者四散，亦有示威者拾起催淚彈向警員方向投擲，警方再次舉起橙旗。有示威者封鎖勵業街及觀塘道交界的一個十字路口，讓於偉業街的示威者離開。下午6時40分，警方舉起黑旗，要求示威者不要再用鐳射光照向警察，否則會上前拘捕。同時，大批示威者往牛頭角地鐵站方向跑。下午約7時，警方清場，並有大批警車到場支援，示威者已悉數離開。

### 蔓延各區

#### 黃大仙衝突

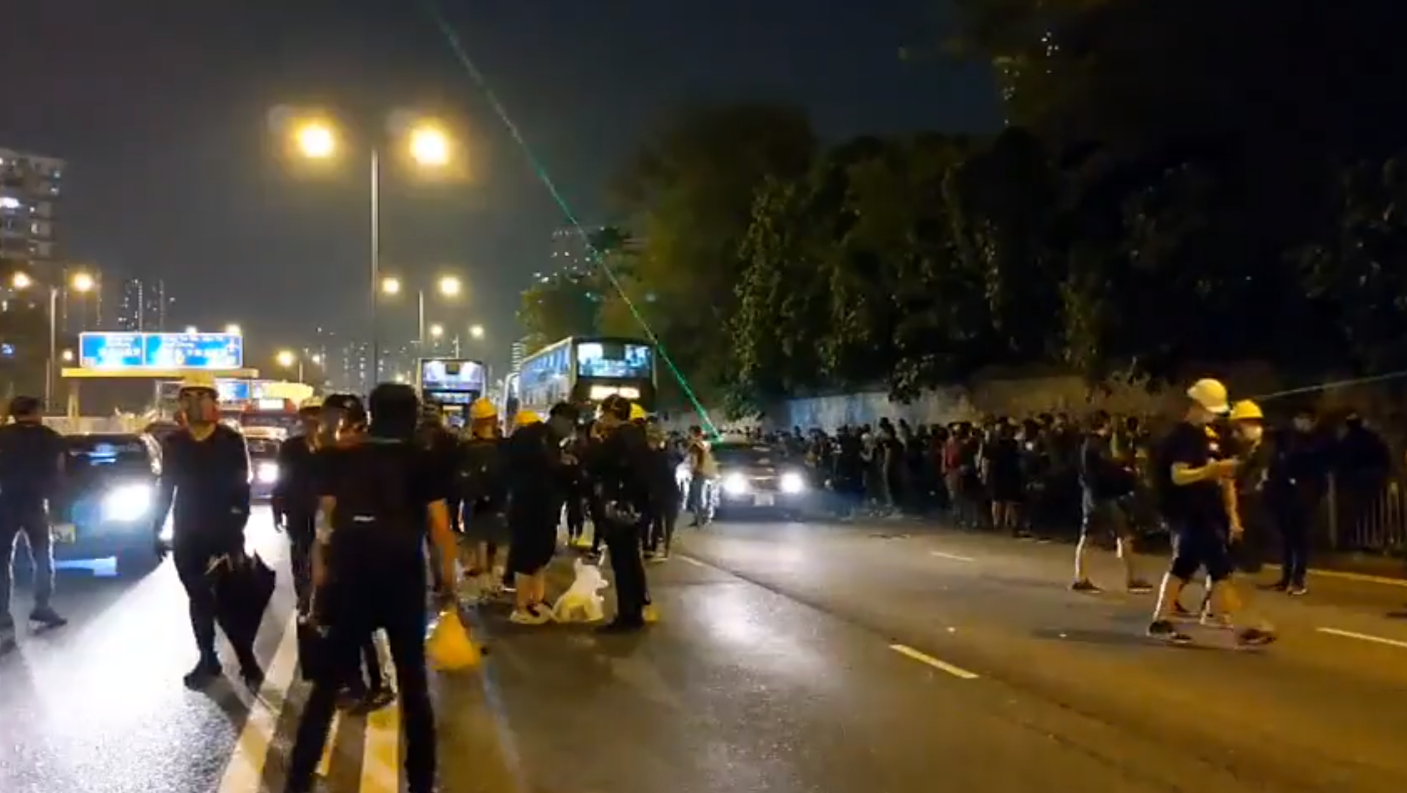
晚上約7時半，示威者在龍翔道步行往彩虹

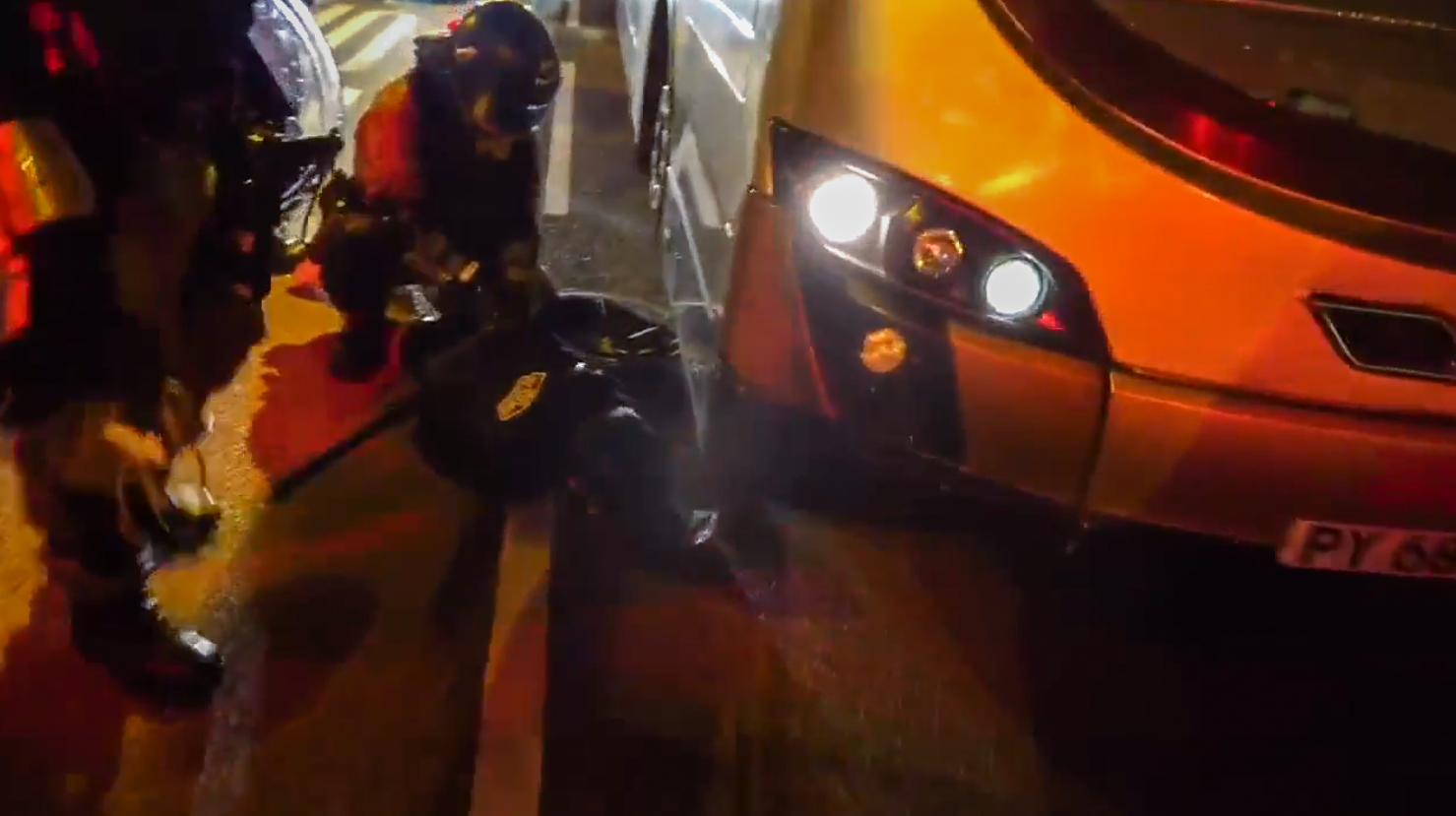
晚上近9時，防暴警察在龍翔道進行驅散，有示威者被防暴警員制服在地上

晚上大約7時，示威者走到九龍灣，之後步行到彩虹站，再乘地鐵到黃大仙。示威者於龍翔道用雜物堵塞道路。警方宣佈黃大仙分區警署報案室在晚上8時起暫停服務。8時54分，警方舉起黑旗，指示威者掟磚，令警方要使用催淚彈。9時05分，防暴警察沿龍翔道向前推進，有示威者離開期間被制服。黃大仙中心有人從高空投擲玻璃，有一名身穿白衣的女子頭部流血。
9時15分，網媒《米報》的攝影記者於龍翔道近黃大仙中心對開位置拍攝防暴警察清理障礙物，方圓5米之內沒有任何示威人士。後退時因為感到腿部劇痛，查看下發現自己膝蓋背部中槍。最後該名記者要緊急召喚救護車送院醫治。另外，有一名義務急救員也於離開時懷疑被警方射傷背部近頸位置兩次。最後由其他急救員扶走，於港鐵車廂內接受其他急救員治療。9時20分，警方再指，大量示威者繼續於龍翔道堵路、投擲磚頭及用鐳射光照向警員。防暴警察已施放催淚煙驅散示威者。《香港01》引述於居民李生稱，晚飯後出來看見龍翔道有一名警員持槍，便大叫「黑警，你射乜嘢，呢度民居嚟（意指黑警，你在射甚麼，這裹是民居）」。其後遭數名警員包圍，將他「左拉右扯」，期間李生稱被警員踢了右邊小腿6至7下，期間自己完全沒有反抗。9時41分，一大批無裝備的黃大仙街坊不滿警方，稱警方為「黑社會」，又大叫「沒有暴徒，只有暴政」等口號。警方其後用強光照射街坊，有街坊續叫「光污染」、「黑警還眼」等口號。約11時，黃大仙睦鄰街有防暴警察舉起藍旗並戴上面罩，之後多次進行清場。有市民於龍翔道天橋上指罵警察。防暴警察向天橋上聚集的市民舉起藍旗，指市民正非法集結，到凌晨12時半走上天橋，市民已經散去。凌晨12時，睦鄰街的防暴警察陸續離開。

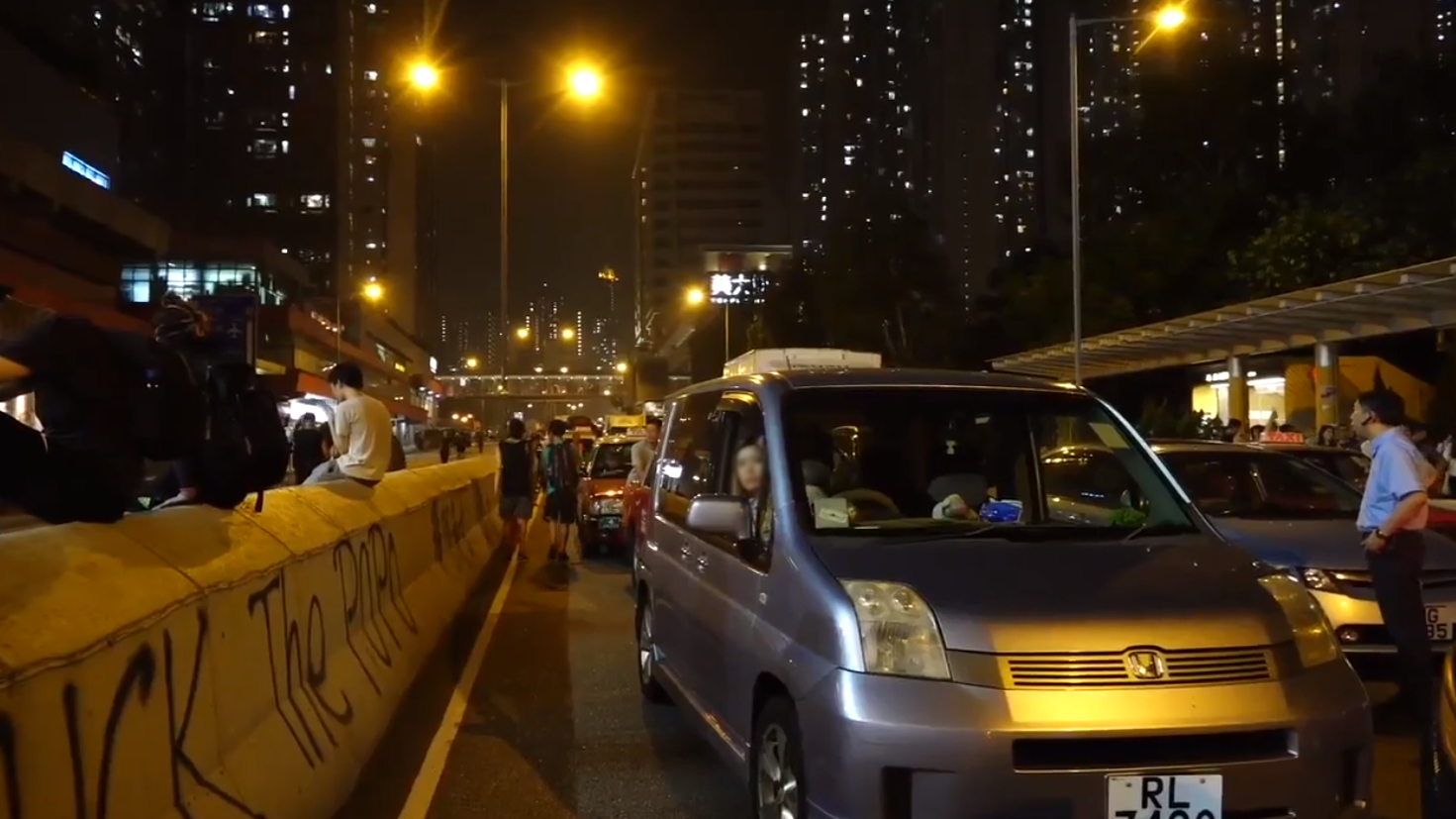
示威者在龍翔道用雜物堵塞道路，交通擠塞
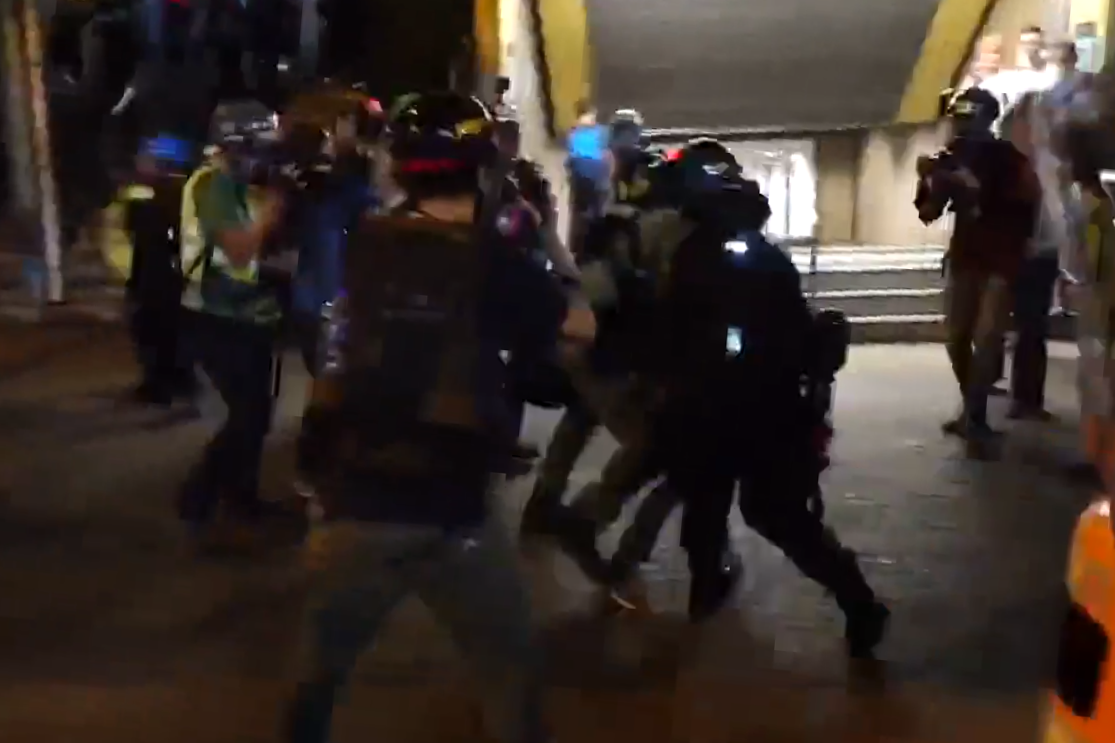
防暴警察和一名速龍小隊警員從龍翔道跳入行人路制服一人
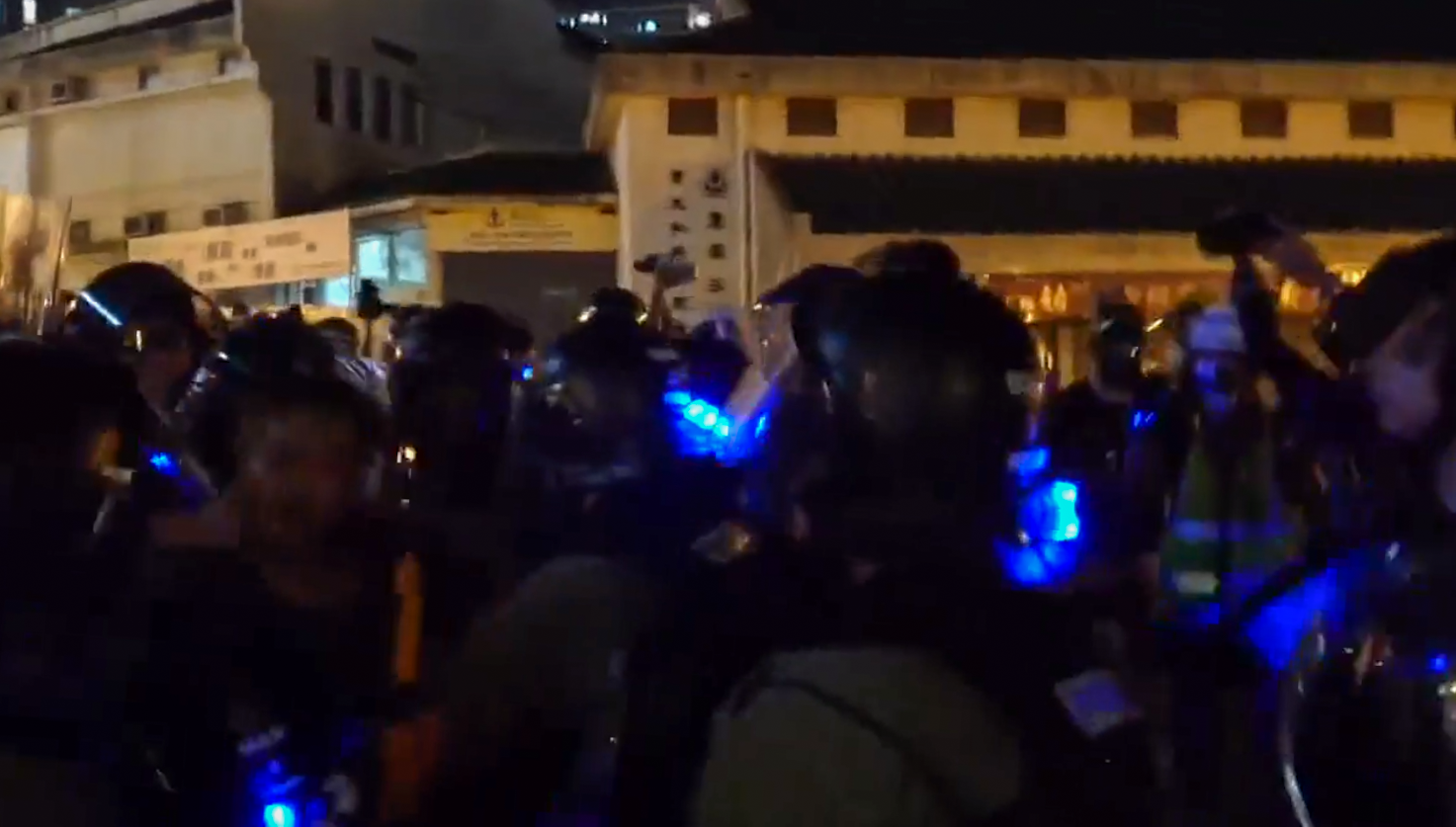
多名防暴警察突然走入黃大仙中心對開空地制服一人
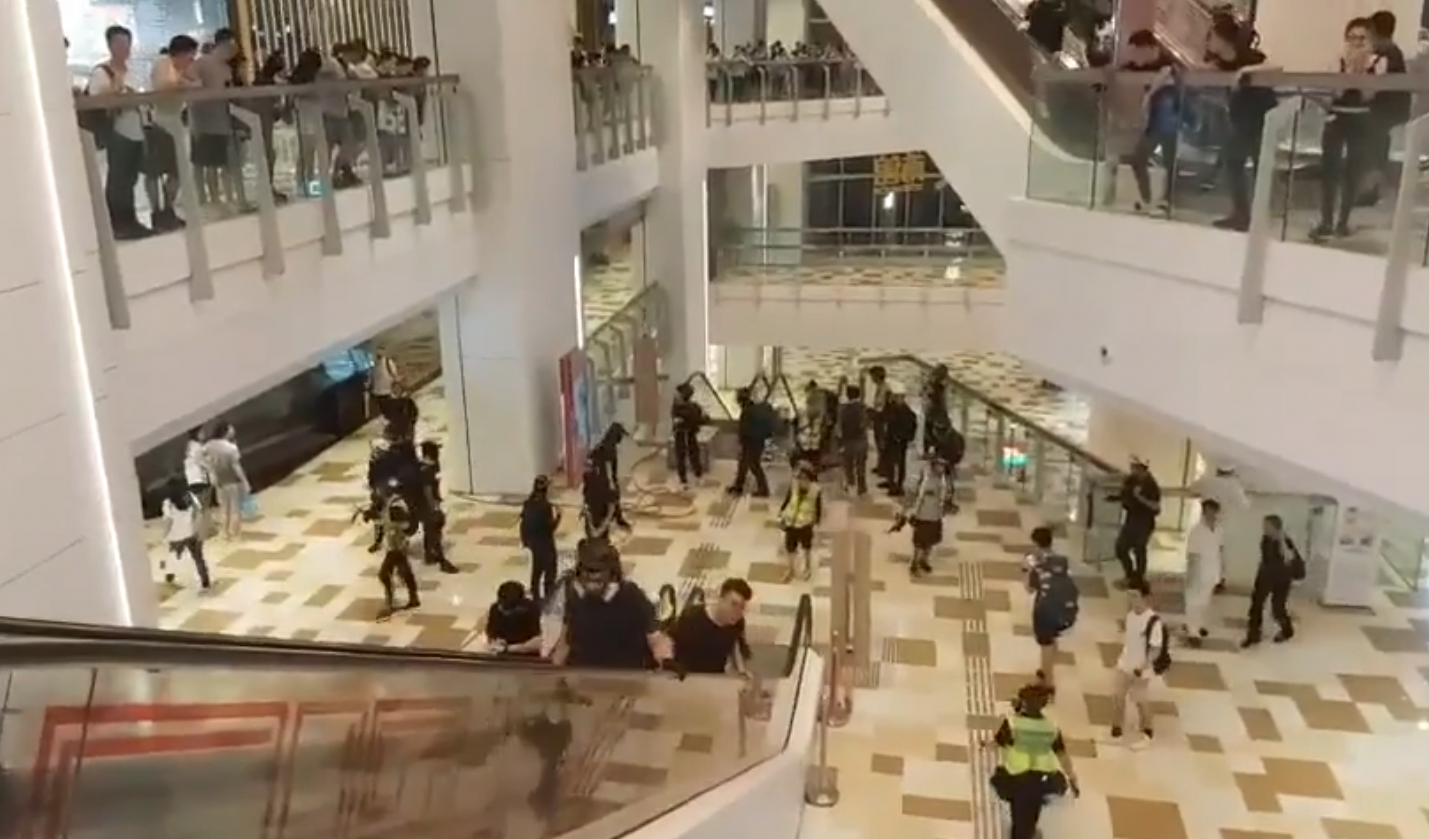
有示威者走入黃大仙中心，用消防喉淋濕地面
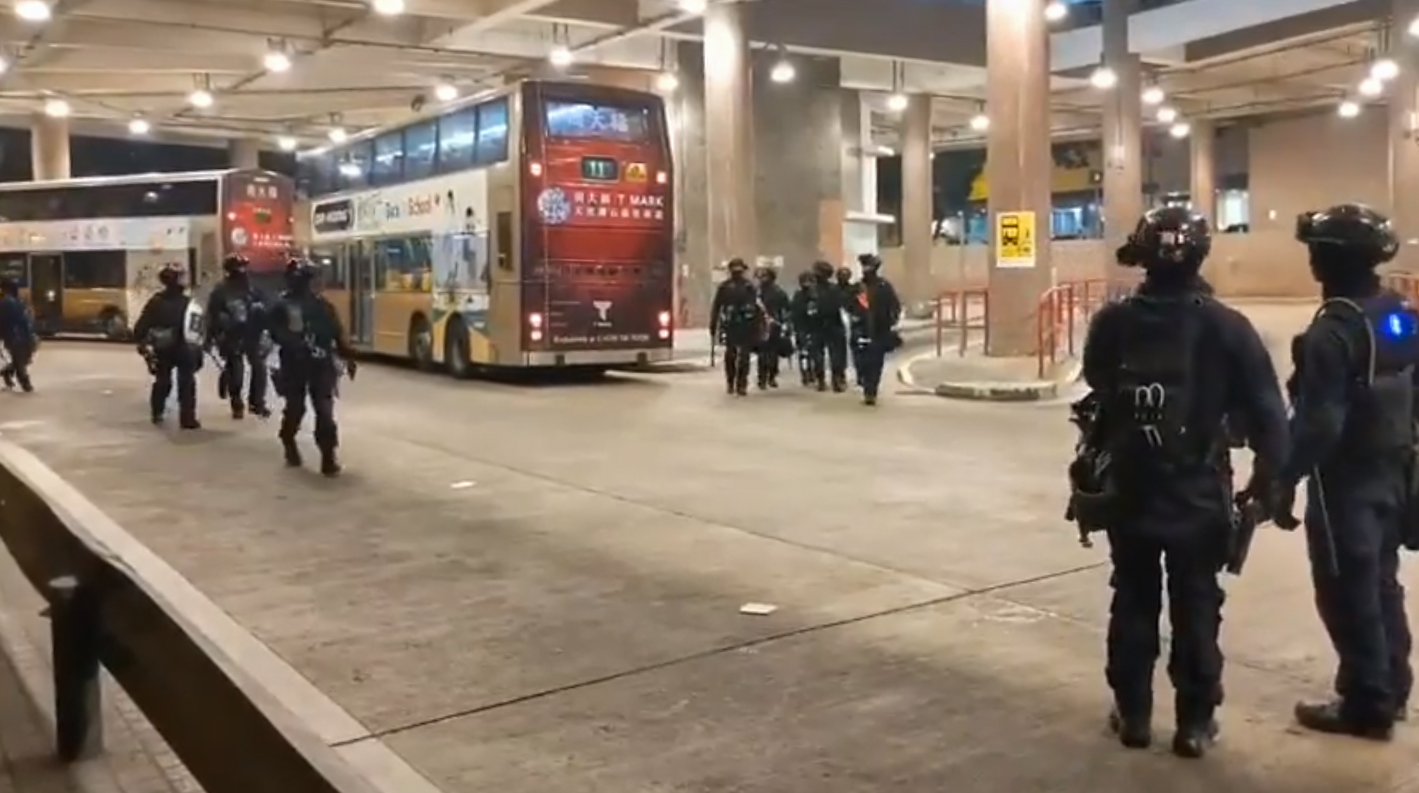
多名速龍小隊成員在黃大仙巴士總站
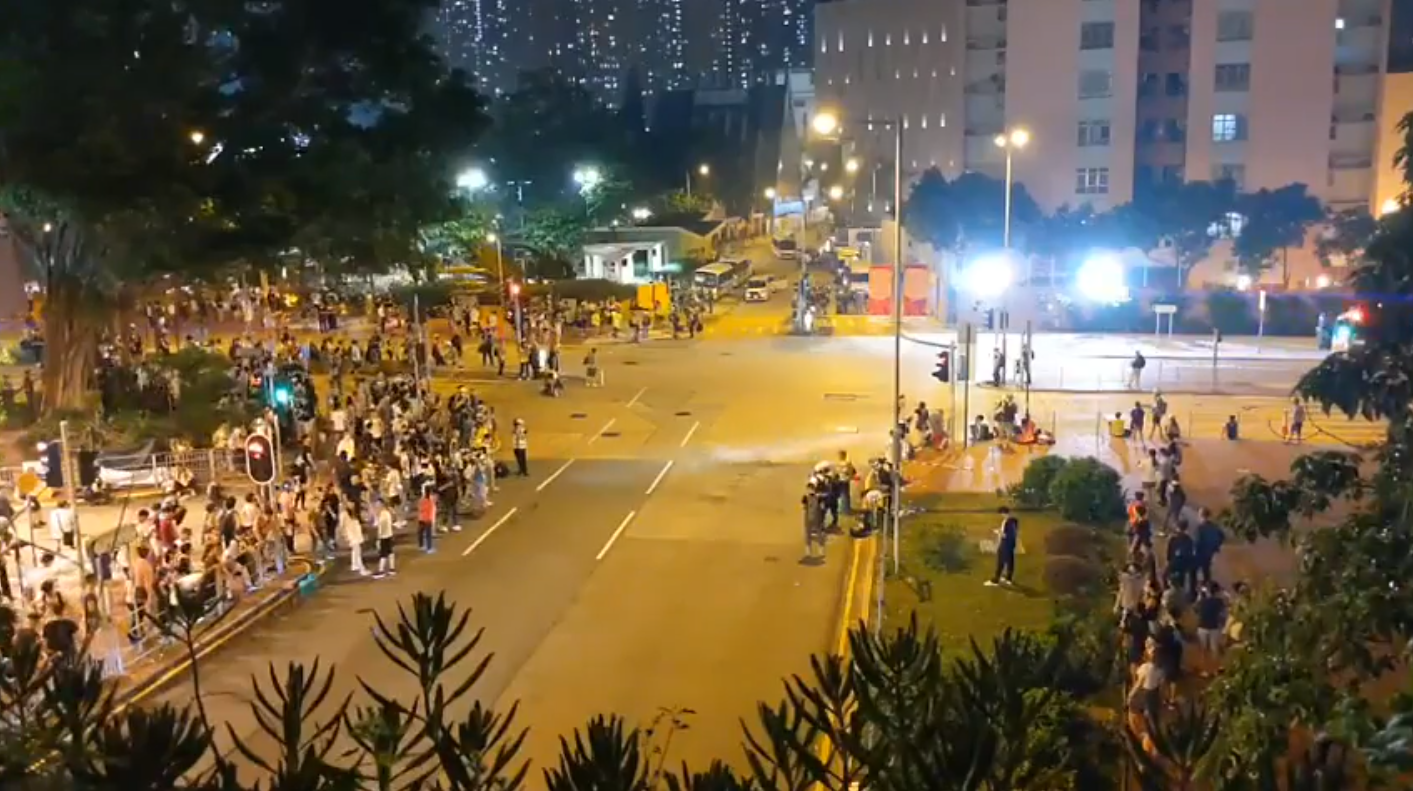
不少街坊在黃大仙紀律部隊宿舍對出逗留
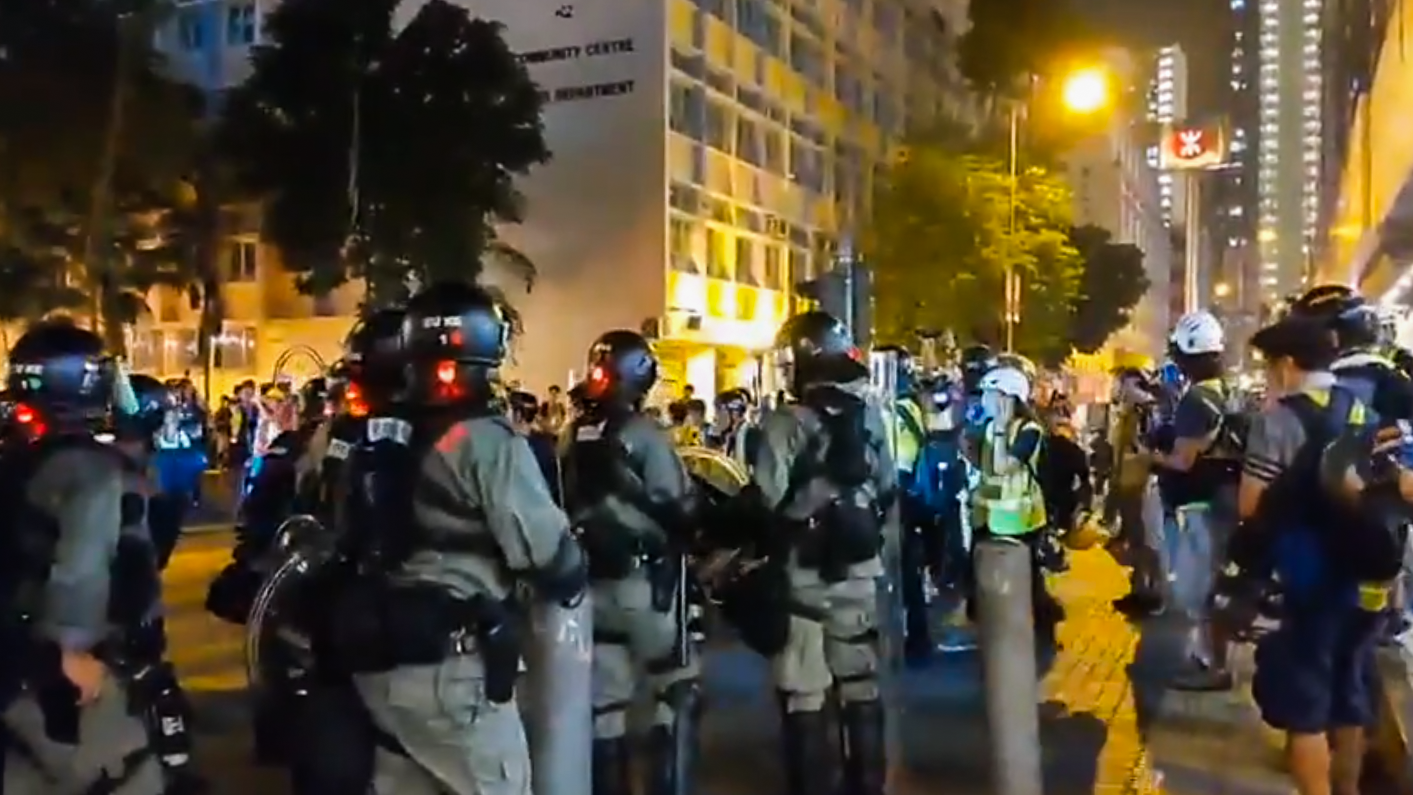
防暴警員走到正德街進行驅散
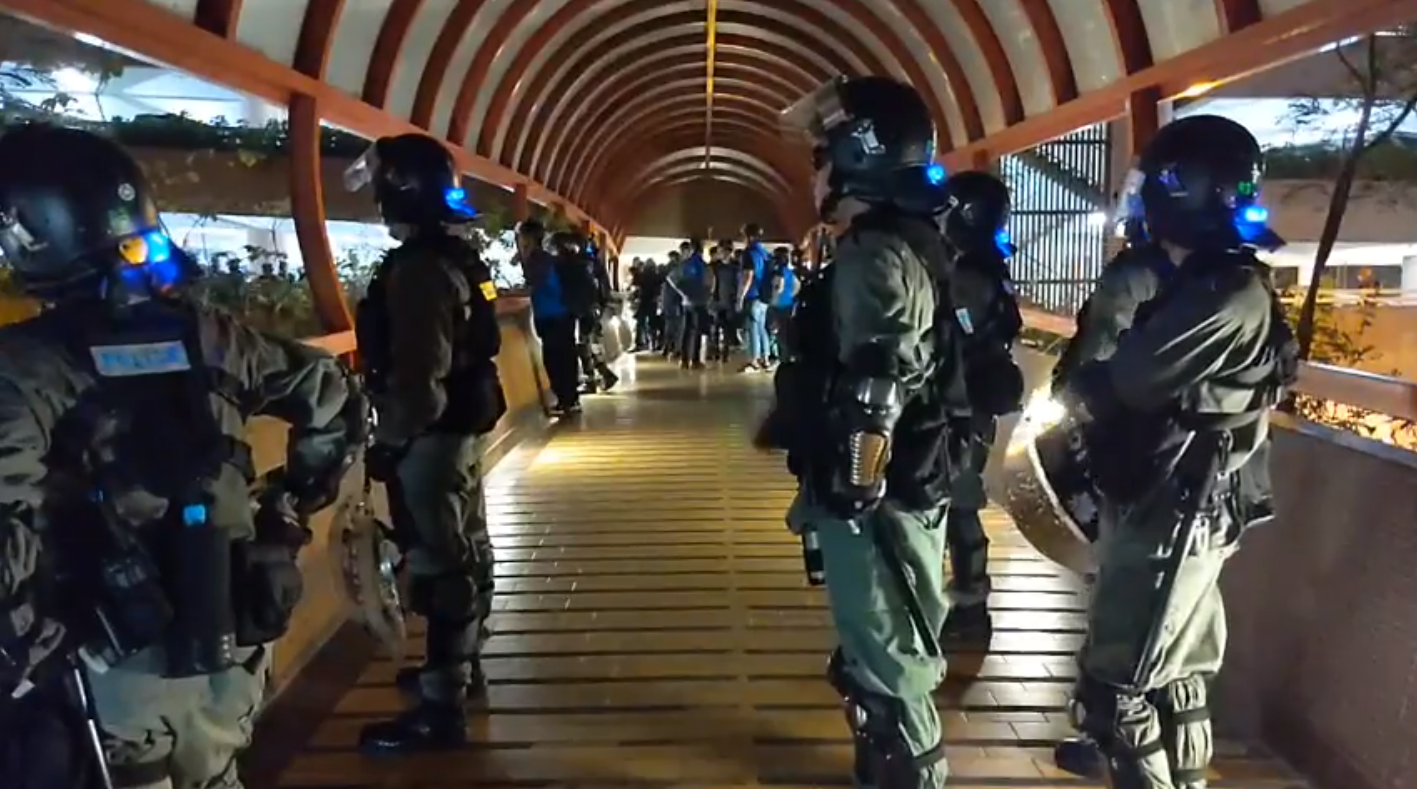
警員走到黃大仙中心天橋戒備
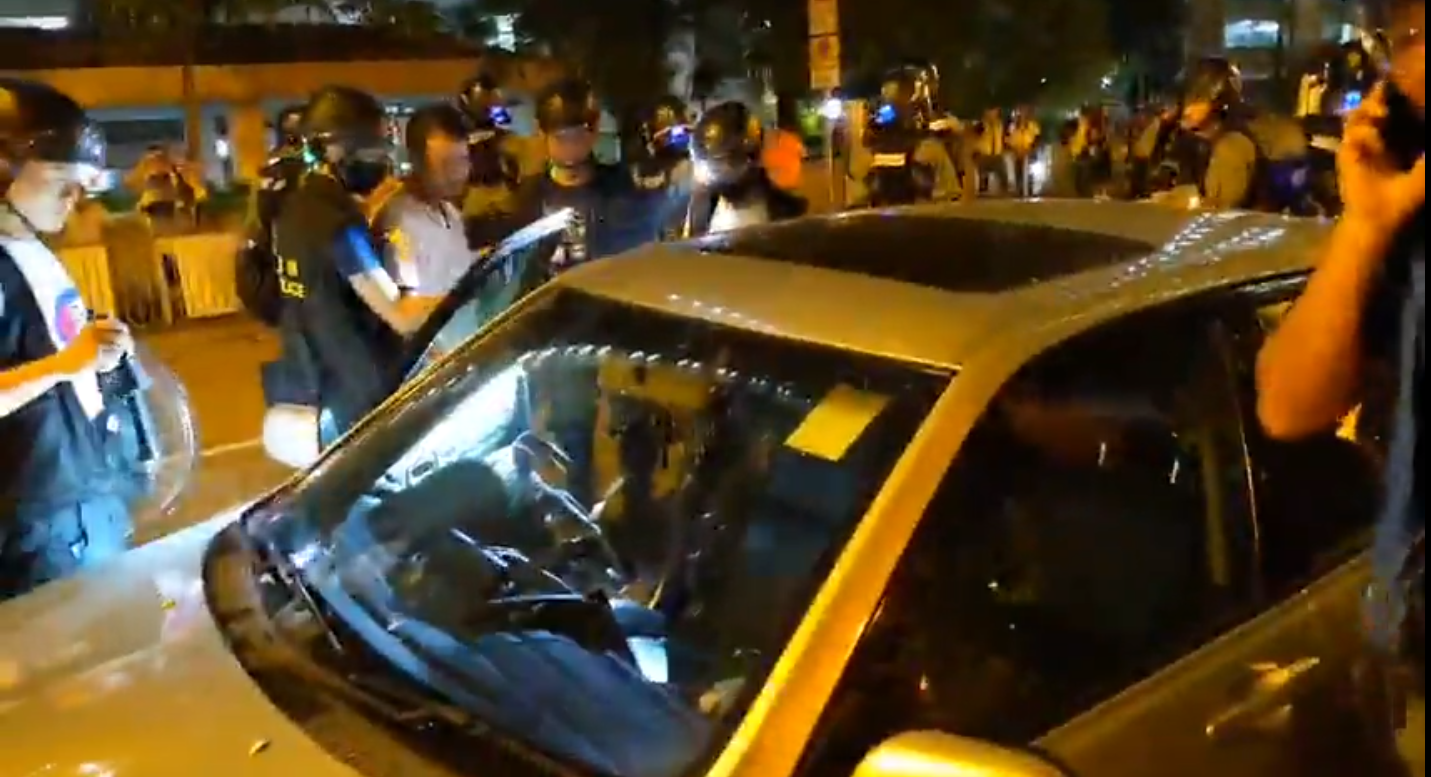
晚上約11時半許，一名白衣男子被押往搜車
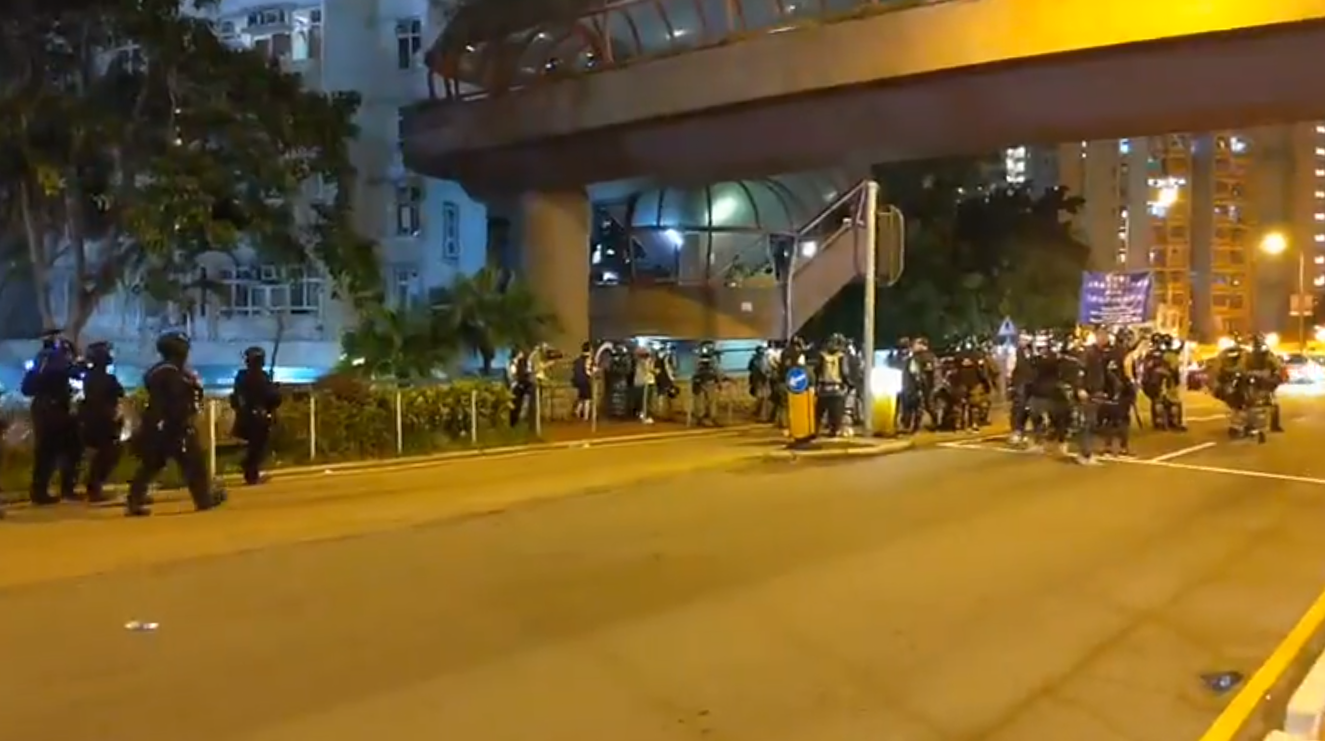
防暴警員在東頭村道舉起藍旗
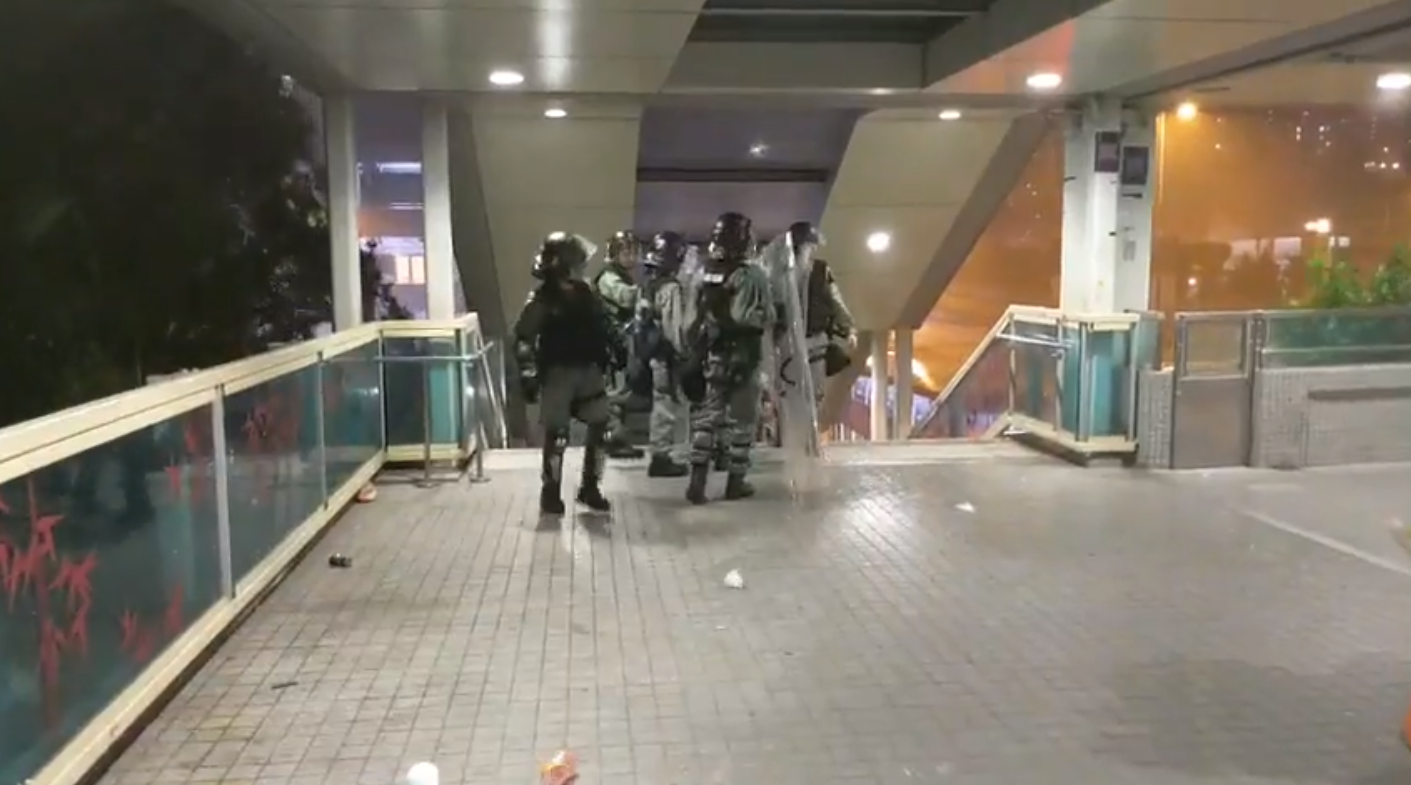
凌晨12時半，大批防暴警員走上天橋

#### 深水埗衝突
晚上10時許，示威者於深水埗欽州街聚集並以垃圾桶及港鐵站滅火筒設置路障。有示威者向記者表示他們的目的地是深水埗警署。有幾位深水埗居民懷疑不滿示威者，出言挑釁並與示威者爭執，互相指罵對方，其後打鬥。有一名白色衫男子臉部流血，義務急救員替他治療。其後，有另一名中年男子穿拖鞋、手持菜刀出現，其後該男子拖鞋被踩爛，情緒激動。最後由義務急救員陪同離開現場。
10時30分，深水埗警署外有防暴警察列陣，與示威者距離約100米，有示威者用滅火筒噴射。警方舉起黑旗警告在場示威者。約10時50分，部分示威者於深水埗站登上港鐵離開。

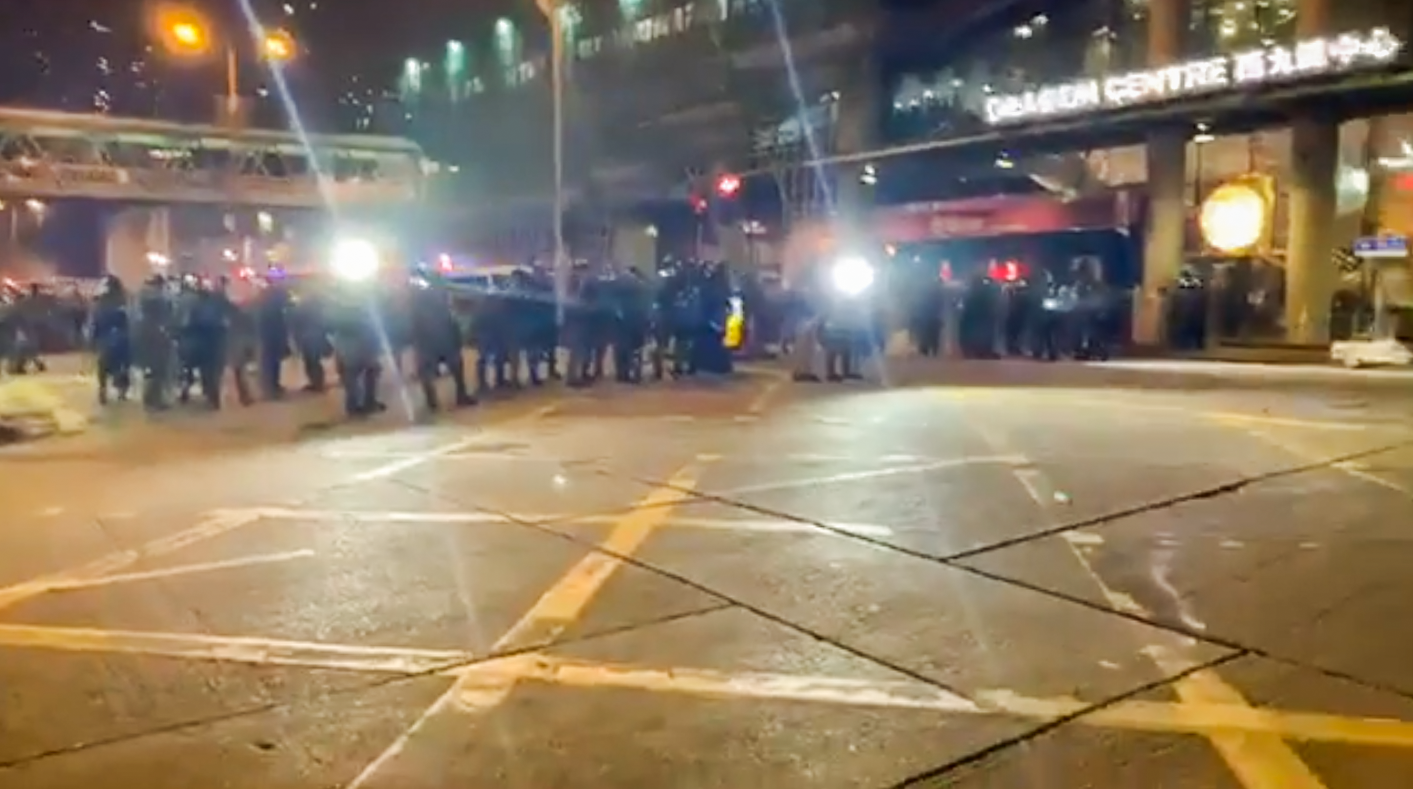
防暴警察在欽州街使用射燈
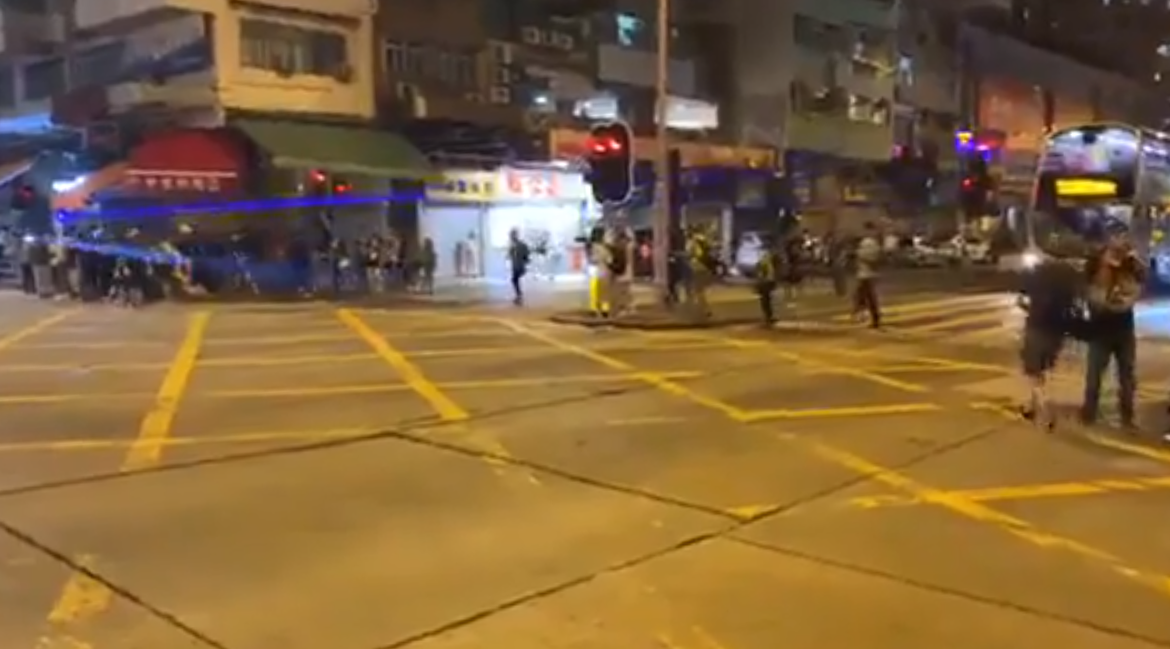
示威者用雷射筆照向警員方向
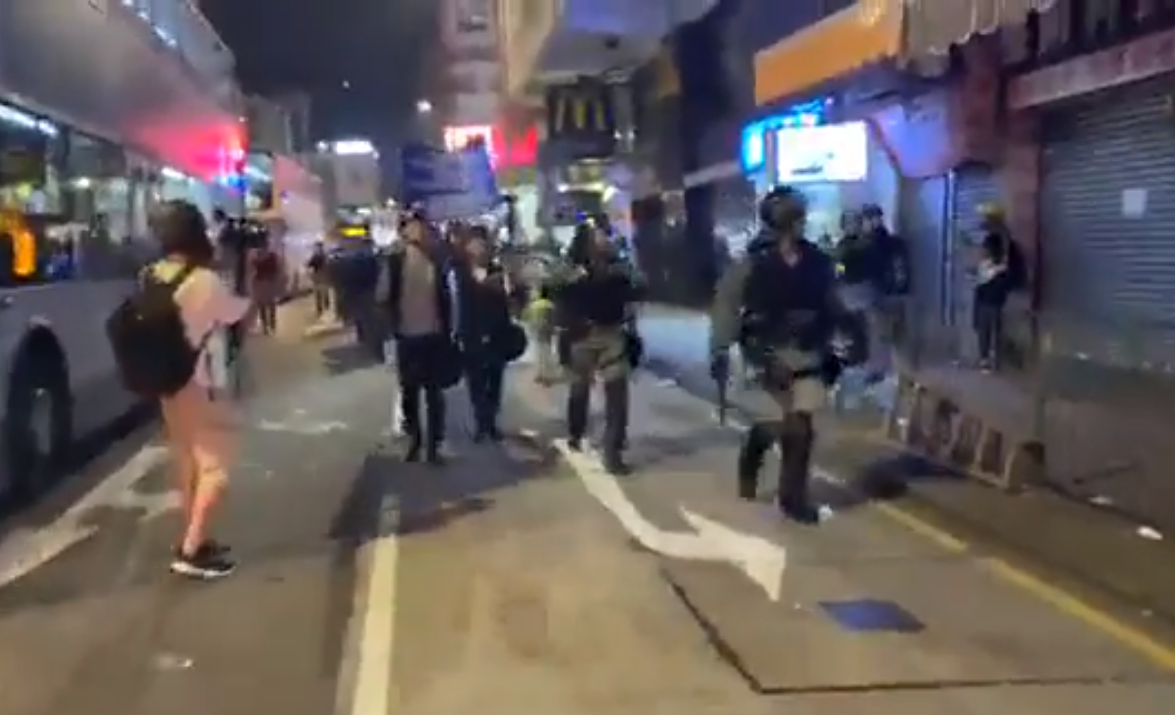
防暴警從長沙灣道舉起藍旗
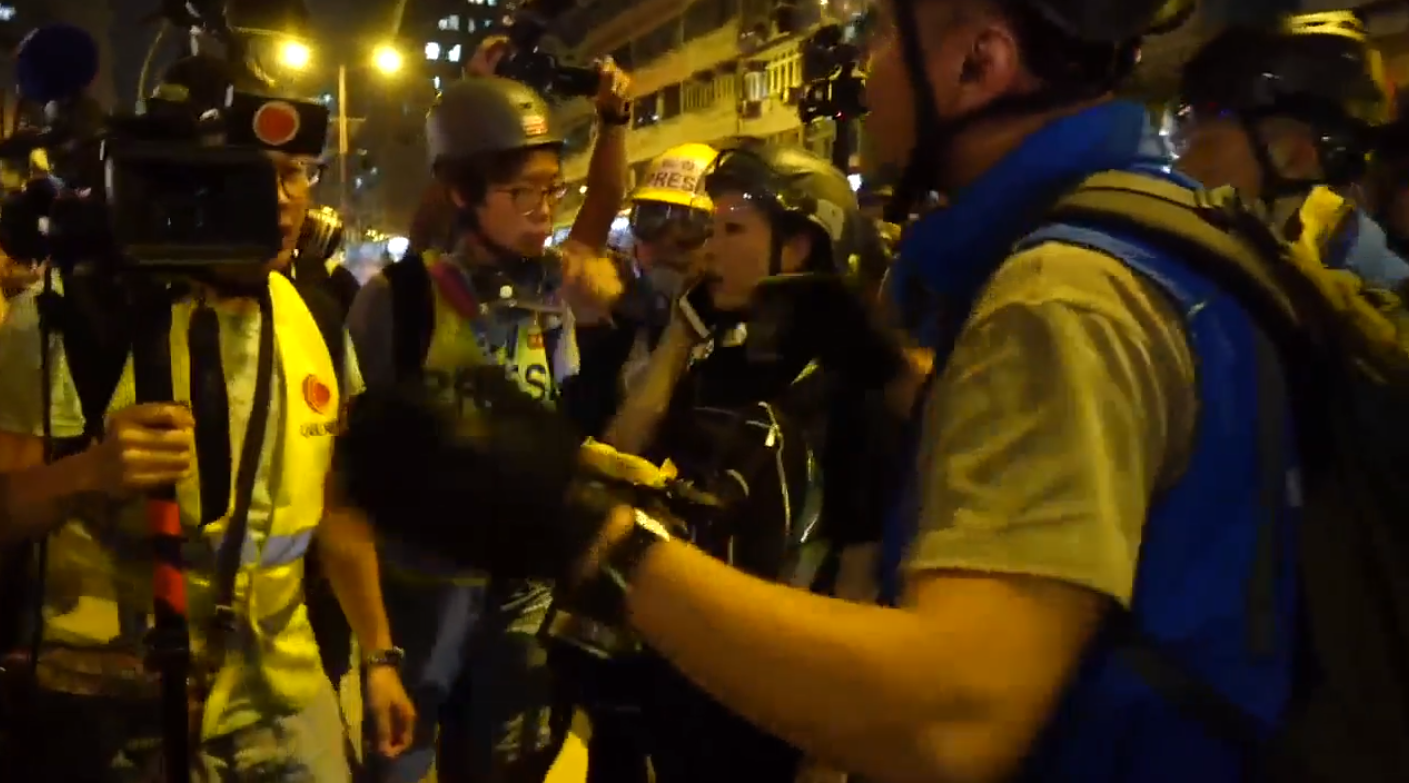
有攝影師與警員爭論

## 各界反應

### 政府
遊行期間有智慧燈柱被鋸斷。政府資訊科技總監辦公室表示經初步點算，九龍灣常悅道的20支智慧燈柱均受到破壞，其中一支智慧燈柱被整支鋸斷，其餘19支則被強行打開，當中的智能裝置遭破壞。全部智慧燈柱均暫停所有服務。政府資訊科技總監辦公室預計重新安裝智慧燈柱需時約2至3個月，平均每支智慧燈柱的安裝成本約14萬港元。
政府發言人強烈譴責事件，指政府已指出智慧燈柱不涉及人臉識別功能，認為沒有侵犯個人私隱。智慧燈柱只用作收集各種城市數據例如交通及空氣質素。形容示威者行為「罔顧事實，實屬不可理喻」，警方會嚴正追究。
另外，有示威者偏離原定路線，政府指行為「嚴重交通阻塞及影響緊急服務」。政府續指有示威者用磚塊及縱火等方法攻擊警務人員，嚴重威脅警務人員人身安全。呼籲示威者「停止暴力，讓社會盡快回復秩序」。

### 觀塘區議會
觀塘區議會8月26日召開大會，討論遊行發生的衝突，以及港鐵封站事件。蘇冠聰議員認為封站過於倉促，封站的範圍也太廣。潘任惠珍議員認為港鐵的封站決定「是將公共運輸放在政治立場上」。民建聯議員陳國華則認為是封站事件倒果為因，他從新聞看見「暴徒周圍搞破壞」，指港鐵封站是希望保障市民安全。
另外，會上亦討論到德福花園衝突。潘任惠珍質疑警察於民居發射催淚彈是不恰當地使用武力。她又引述警方文件稱市民只要離開受影響地區就沒事，但德福花園為民居，居民根本無法離開，一定會受到影響。

## 爭議及後續事件

### 遊行當日交通受阻
多條途經觀塘區的巴士路線需要改道。九巴有超過20條巴士路線陸續暫停服務。

### 港鐵首次因遊行封站

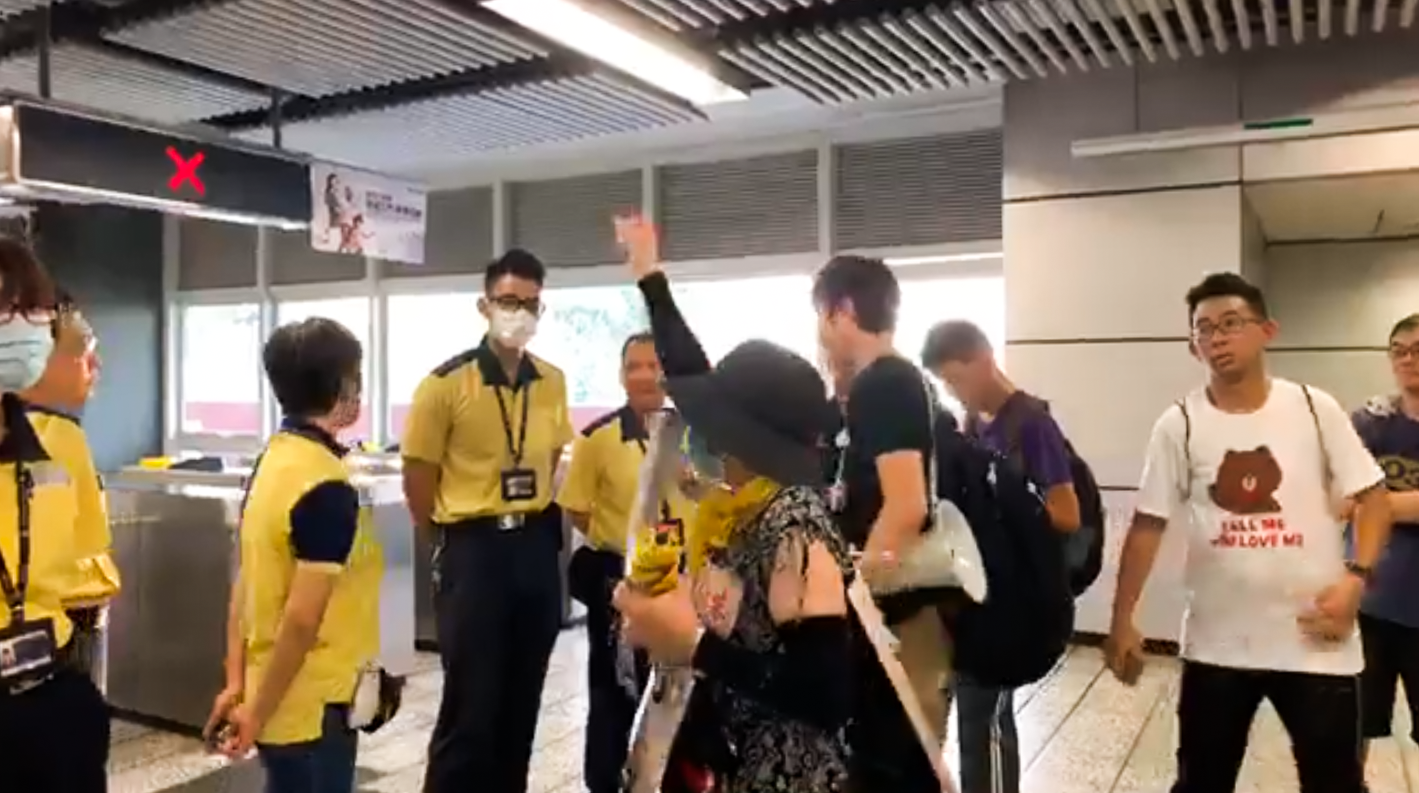
下午4時許，有遊行人士在遊行結束後往九龍灣站抗議，對局部停運向職員表達不滿

港鐵在遊行當日早上，突然宣佈中午12時起，暫停觀塘線彩虹站至調景嶺站服務，並且關閉九龍灣站至藍田站各出入口。港鐵稱要保護站內職員、乘客和設施安全。是次事件為港鐵第一次因遊行而局部停運。據《香港01》了解，港鐵於遊行舉行前一天晚上已作出封站的決定，並知會政府部門。但卻於遊行當日早上十時半才向公眾公布封站的安排，中間相隔十多個小時。
港鐵發言人解釋，如關閉車站或暫時停止服務，會「適時」通知乘客。除了遊行人士不滿安排外，因假期而外出的受影響市民均有不滿。《香港01》引述遊行當日區內市民批評港鐵安排欠妥，未有接駁巴士服務予受影響的乘客。另外亦有乘客斥港鐵「唔知驚乜（意指不知在怕甚麼）」，認為過往多次遊行都未有影響鐵路服務，無需因此封站。立法會議員胡志偉和譚文豪，聯同16名觀塘區和黃大仙區區議員觀塘及黃大仙區議員發表聯合聲明，批評港鐵妨礙市民參與合法活動，亦加深社會矛盾，和立下極壞先例，又質疑此做法已經違反《香港鐵路條例》。
時任港鐵車務總監劉天成於當晚上發出公開信解釋，為避免早前葵芳站車站設施被破壞，及港鐵人員被辱罵的情況再次發生，決定暫停鐵路服務，希望得到公眾諒解。

#### 司法覆核
根據《香港鐵路條例》，港鐵公司須維持「妥善而有效率」的服務。港鐵卻因是次遊行封站，令外界懷疑港鐵違反《香港鐵路條例》。郭卓堅因此事提出司法覆核，要求法庭頒令港鐵於是次遊行封站決定為行為失當。郭卓堅的司法覆核申請書指，港鐵封站的決定令當日參與集會的人士沒有交通工具離開現場，要步行回家，令馬路被堵塞，迫使警方清場。
高等法院法官最後頒下判詞，指法庭於處理司法覆核時，無權監督公私營機構的行為表現及是否涉及行為失當。港鐵為保障乘客、職員及站內設施安全而決定停駛也「不可以視為不合理」。此外，郭卓堅指自己沒有親身參與遊行，沒有受封站影響。因此法官認為郭卓堅沒有足夠的權益申請司法覆核，因此拒絕批下司法覆核許可。
《香港01》引述法政匯思成員、大律師何旳匡認為，雖然港鐵受《香港鐵路條例》條文約束，但如果港鐵有運輸及房屋局局長的同意，或獲得行政長官會同行政會議的指示，則無需負上任何民事責任。但他補充，遊行獲警務處發出不反對通知書，認為政府有責任及義務讓市民參與遊行表達訴求。如果政府容許港鐵暫停列車服務，因而妨礙遊行集會，或會違反《香港人權法案條例》對市民有參與遊行自由的保障。

### 對警方的指控

#### 警員掉彈匣事件
一名警員於處理黃大仙衝突時弄掉一個快速上彈器連六發子彈。時任警察公共關係科高級警司（媒體聯絡及傳訊）江永祥於記者會承認事件，但解釋該警員已立即拾回，相片只是在彈匣掉到地上的短時間內拍攝。此事件後，亦有多宗警員於示威中誤掉彈匣、佩槍飛脫或遺失子彈事件。有指警員是否應重新訓練，江永祥指比起訓練，更重要是警員應確認快速上彈器袋或手槍袋能正常使用。

#### 警方被指控刮走催淚彈出廠日期
警方曾於過往的示威活動中使用過期的催淚彈，引起大眾對過期催淚彈是否安全及增加公眾危險的疑慮。《香港01》引述有網媒拍攝到警方於是次遊行所發射的其中一枚催淚彈彈身出廠日期有被刮過的痕跡，令外界懷疑警方想掩飾催淚彈過期。時任警務處助理處長麥展豪於記者會上指，警方無意刮走日期，為錯誤指控。單憑相片顯示，相關催淚彈的批次沒有過期。

### 對智能燈柱的指控

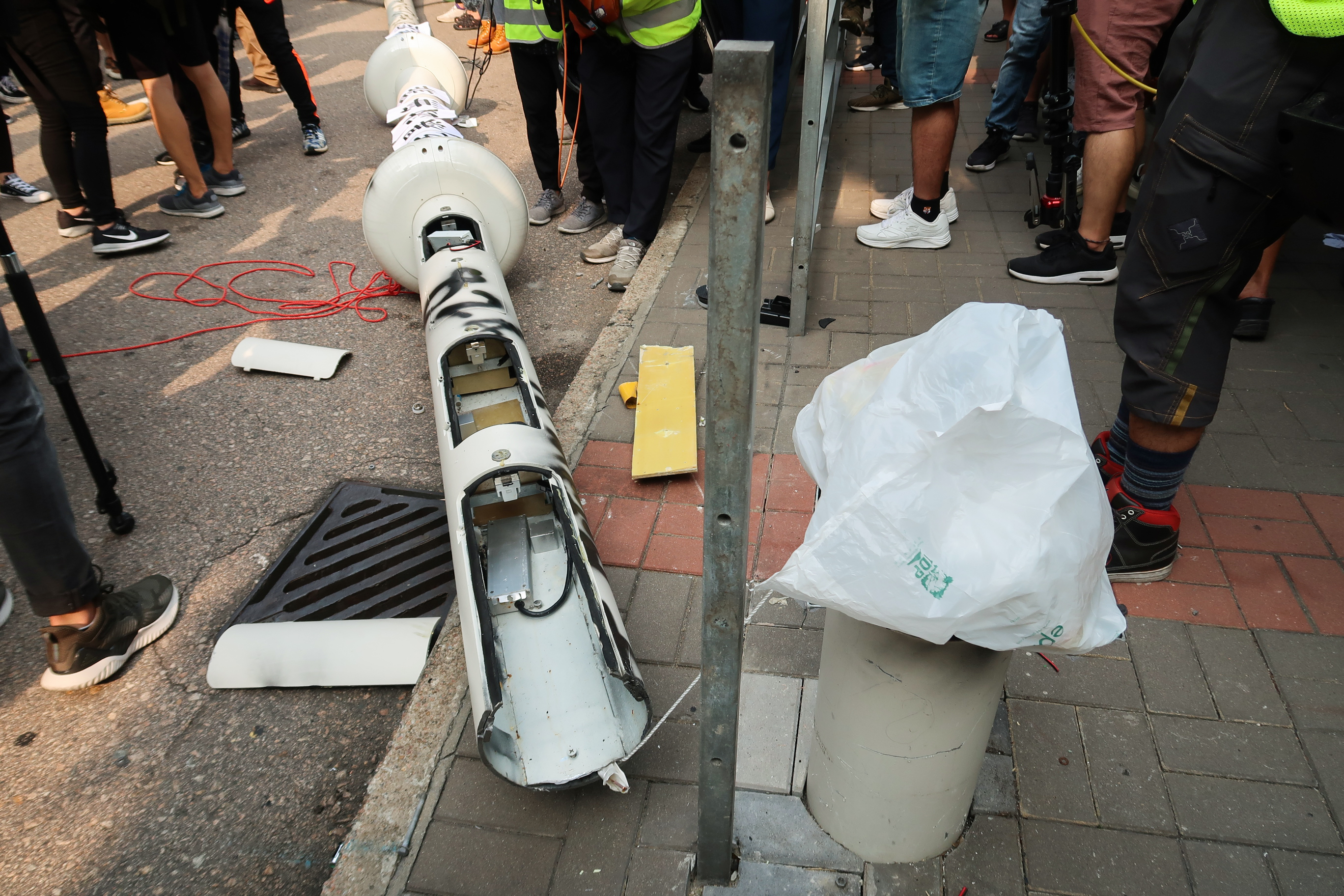
九龍灣常悅道一支燈柱被鋸開底座，包含Ticktack標誌的SPLD01定位器零件因而曝光，引起市民被監控恐慌。

#### 智能燈柱零件爭議
遊行期間，有示威者破壞智慧燈柱並拆出燈柱零件，當中發現一枝USB手指寫有「BLE Locator Model」。此事引起市民擔心私隱被監察。政府資訊科技總監辦公室發言人發新聞稿澄清該USB手指為一枝藍芽發射器，提供出燈柱的準確位置予大眾使用。發言人指研發此USB手指的公司是一家本地小型企業，所有員工皆為「土生土長的香港人」。

#### 智慧燈柱供應商停止供貨
由於公司董事的家人、僱員受到人身安全威脅，以及公眾疑慮，智慧燈柱供應商之一「訊科系統」宣佈，在完成目前50支燈柱的支援工程後，停止供應智慧燈柱內的藍芽發射器給政府。希望平息市民及客户疑慮。
創科局發言人發聲明說：「對於有本地中小企因參與智慧燈柱項目而受到攻擊起底，我們難以接受，亦深表遺憾。事件嚴重打擊香港創科界的努力。」

### 居民於九龍灣麗晶花園管業處抗議
麗晶花園管業處在遊行當日，以密碼外泄為由，突然取消大廈密碼，而新密碼要到8月26日，即遊行兩日後才發放，並改為靠大廈保安認人的方法放行，有身穿黑色衣服的居民被保安員拒絕入內，無法回家，引來大量居民不滿。居民引述保安員指管業處指示拒絕黑衣人士進入大廈。另外亦有居民批評管業處開閘讓警方進入屋苑私人地方。
他們由遊行當日下午開始，就包圍管業處要求解釋。到當晚11時36分，三輛警車抵達麗晶花園，警員期間不斷敲擊盾牌，又以警棍指向居民，更一度舉起黃旗。凌晨12時39分，防暴警察則快速推進並施放胡椒噴霧，射中多名居民及時任立法會議員譚文豪，和拘捕2名居民並帶往牛頭角警署。警員於約二十分鐘後離開現場。但事件並未因此平息，居民繼續包圍管業處，要求交代。最終管業處的副經理表示，星期一(8月26日)會岀通告交代事情。

### 多個團體抗議港鐵封站決定
8月25日（即遊行翌日），新民主同盟一行10多人於到港鐵總部抗議港鐵於遊行前暫停服務。新民主同盟批評沒有必要暫停港鐵站服務，此舉會嚴重影響乘客及居民出入，要求港鐵檢討。眾人呼叫「港鐵配合政治任務」等口號，並張貼及「攬炒」等標語，現場沒有港鐵代表接收請願信。時任西區區議員鍾錦麟質疑，港鐵封站決定包含政治因素，受到《人民日報》早前的批評影響。他認為港鐵已取得法庭禁制，已經可以確保車站及列車運作。再加上觀塘遊行有不反對通知書，為合法遊行，鍾錦麟認為暫停服務是「完全沒有必要及不合理」，質疑同日有其他示威活動，港鐵卻沒有封站及停止服務。
另外，同日亦有中間派組織專業動力到場抗議港鐵停止服務。時任西貢區區議員方國珊表示，將會於區議會會議上提出臨時動議，譴責港鐵停駛。方國珊質疑運輸署任由港鐵無故停駛，造成市民不便。有專業動力的社區主任收到過千宗居民投訴港鐵於封站前個半小時才公佈安排為過急，港鐵亦沒有安排接駁巴士疏通人流。更指接獲一名孕婦求助，指她入閘後沒有列車，被逼滯留車站半小時後才獲安排離開，批評港鐵做法無理。
8月27日，民主黨、新民主同盟、工黨等多個政黨約20人，到港鐵位於九龍灣的總部請願，批評港鐵封站決定無理，嚴重影響市民的日常生活。時任街工立法會議員梁耀忠批評，港鐵為政府服務，是政權的「鎮壓工具」。當日亦有市民自發請願，要求解釋封站原因，並反對警方於港鐵站內濫用武力。
8月30日，香港小腦萎縮症協會等多個殘疾人士組織發聲明反對港鐵封站，指封站使殘疾人士難以出行，在現場的殘疾人士更無法離開，形容是「直接剝削其日常生活及政治活動參與的權利」，要求港鐵封站前預留至少3小時通知公眾並提供其他出行方法例如接駁巴士。

### 多人被拘捕
遊行翌日（即8月25日）凌晨3時07分，警方發稿指在行動中共拘捕19名男子及10名女子，即共29人，年齡介乎17歲至52歲。警方指被捕人士涉嫌非法集結、藏有攻擊性武器及襲警等。8月27日，《香港01》報道是次遊行有一共32人被捕。

#### 主辦方
《香港01》引述市民指大約6時多，警察在觀塘海濱道、九龍麪粉廠對出位置拘捕了17名人士並逐一搜身，當中包括是次遊行發起人劉頴匡。據其中一名被捕人士指，在場的被捕人士均是遊行主辦方。是次拘捕中，警員設立封鎖線，亦不准在場記者進入封鎖線內採訪。有社工不滿，用喇叭喊話，勸喻被捕人士說出自己名字、家人聯絡電話及身份證號碼，提醒他們如當中有人未滿18歲、或感到驚恐，可以要求社工陪同。警員後指被捕人士中沒有16歲以下兒童，故不允許社工跟隨前往警署亦拒絕透露被捕人士會送到哪個警署。
律師後來引述劉頴匡解釋，主辦方宣佈觀塘遊行結束後，與同行義工共17人（9男8女）沿海濱道運送遊行物資離開現場時，被警員截查並以非法集結罪名拘捕。 《香港01》引述劉頴匡認為警方知道是次拘捕是「毫無邏輯可言」，故認為警員言談間「似乎沒有足夠證據控告他們」。最後，劉頴匡於9月20日拒絕警方保釋要求（即「踢保」），獲無條件釋放。他透露另外兩位一同被捕的糾察均獲警方無條件釋放。

#### 其他人士
晚上9時半左右，有一名示威者於黃大仙中心南館對出被捕。而凌晨12時，警員從九龍灣麗晶花園離開時，有居民懷疑因拍打警車被捕，最後各被控在公眾地方作出擾亂秩序行為罪，其中一名居民被多控一項「未有出示身分證」罪，以4000元保釋，但不得騷擾麗晶花園保安員，及不得停留在管業處10米範圍內，並要每周到警署報到。最後兩名居民於2020年4月20日獲撤銷控罪，裁判官下令兩名居民支付1000元訟費，自簽2000元及守行為12個月。
8月26日，警方發新聞稿指，兩名分別24歲及33歲的被捕男子已被控告於九龍灣偉業街附近參與暴動罪。案情指，其中一名男被告因為擺動雨傘擊中警員而被控暴動罪。另外有一名34歲男子同樣被控告於同一地點參與暴動罪。最後，33歲及34歲被告均於2020年2月獲撤回控罪，二人並獲批訟費。此案為反修例活動以來，首次有暴動罪被告獲撤控。但24歲被告則加控「管有攻擊性武器或適合用作非法用途工具」及「無牌管有無線電通訊器具」兩罪。另外，《香港01》報導一名34歲男子與不知名人士在九龍灣偉業街附近參與暴動。
另外，有一名21歲男子及21歲女子被控於龍翔道非法集結，案情指他們當時正扶一名人士橫過石壆。其後兩人分別被裁定非法集結罪成，分別判入戒毒所和5個月監禁。兩人之後提出上訴，但遭到駁回。法官不接納他們當時身份是普通市民，指其中一人裝備「齊全」，另一人戴黑色鴨咀帽、黑色口罩和手套，認為是有備而來。
一名19歲學生亦被控於同一地點參與非法集結及「在公眾地方管有攻擊性武器」罪，案情指該名學生身上有「發出雷射光束的裝置」。

### 無綫電視新聞部錯配字幕
無綫電視翡翠台《六點半新聞報道》及無綫新聞台於遊行當日報道九龍灣德福廣場外的衝突時，畫面字幕一度出錯，把警方速龍小隊責罵示威者是「乞兒、垃圾、社會敗類」的口號，錯誤顯示成「『黑衣』、黑衫、社會敗類」，直至晚上10時45分播出的《晚間新聞》才修正。
事後，《蘋果日報》引述網民批評無綫新聞「想侮辱晒全香港人嘅智慧（意指想侮辱全香港人的智慧）」，《香港01》則引述有人質疑無綫新聞誤導觀罪，另一方面亦有人認為此舉是無心之失。8月25日通訊事務管理局辦公室發言人回覆，就此宗事件，通訊事務管理局直至當日為止一共收到13宗投訴。

### 法庭提堂
3男1女在遊行中被警方拘捕 2019年8月26日於觀塘裁判法院提堂。
- 24歲無業男子和33歲地盤工人於九龍灣偉業街附近，與不知名人士參與暴動。2人被控暴動罪。

- 21歲侍應及21歲女學生在黃大仙豪園（苑）第二座至黃大仙廟之間的一段龍翔道東行線，與其他不知名人士非法集結在一起。2人被控非法集結罪。

控方申請兩宗案件押後至11月6日再訊，以作進一步調查，包括翻查閉路電視和警方錄影片段。所有被告獲准以5,000元保釋，不准離港、需交出旅遊證件、遵守宵禁令、每星期到警署報到一次。